# Ми-8
Ми-8 (по кодификации NATO: Hip — «Бедро») — советский многоцелевой вертолёт, разработанный в московском опытно-конструкторским бюро ОКБ-329 1-го управления Государственного комитета по авиационной технике (ГКАТ) СССР. Главный конструктор ОКБ — М. Л. Миль.
Ми-8 (включая модификации) — самый массовый двухдвигательный вертолёт в мире; является самым массовым вертолётом в истории авиации и вторым (после UH-60) по количеству активных вертолётов вооружённых сил мира. Широко используется более чем в 50 государствах мира для выполнения множества гражданских и военных задач. Вертолёты Ми-8, как правило, имеют двойное назначение, о чём указывается в сертификате типа; в России вертолёты, имеющие военное назначение, могут быть проданы только госкомпанией «Рособоронэкспорт», входящей в корпорацию «Ростех». Все остальные вертолёты, находящиеся в свободной продаже, имеют только гражданское назначение.

## История создания

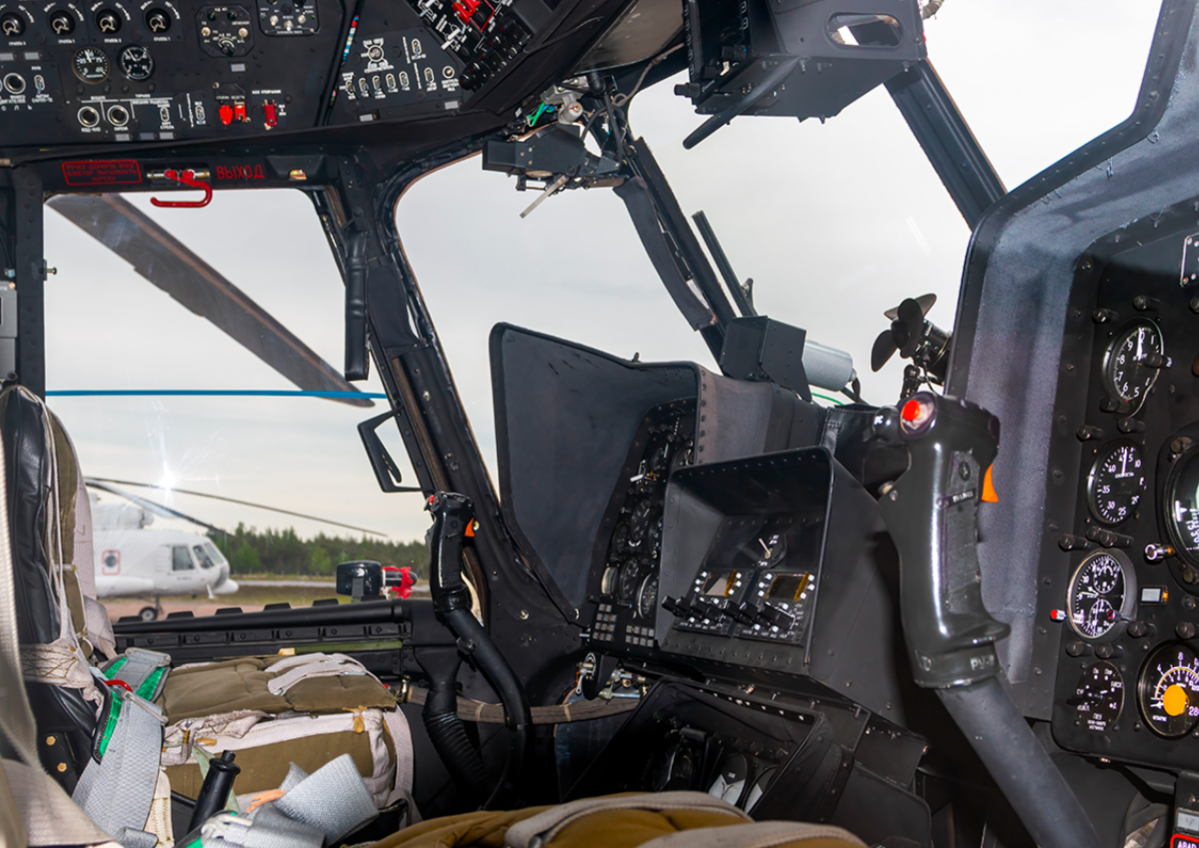
Кабина вертолёта Ми-8

Разработка перспективного среднего многоцелевого вертолёта под обозначением В-8, призванного заменить выпускавшуюся модель вертолёта Ми-4, началась в 1960 году в московском ОКБ-329, генеральный конструктор ОКБ — М. Л. Миль.
Первые пять опытных вариантов вертолёта под индексом В-8 изготавливались на московском авиационном заводе № 23 Минавиапрома (с 1962 года завод был перепрофилирован на выпуск ракетно-космической техники), а окончательная сборка велась на заводе № 329 (будущий МВЗ).
Первый собранный В-8 имел, как на Ми-4, четырёхлопастной несущий и трёхлопастной рулевой винты, автомат перекоса и многие другие элементы системы управления, трансмиссию, основные и хвостовую опоры шасси, а также хвостовую и концевую балки. Носовая и центральная части фюзеляжа В-8 были полностью новыми. В конструкции фюзеляжа впервые использовались крупногабаритные дюралюминиевые штамповки и клеесварные соединения. На испытания вертолёт поступил в пассажирском варианте с салоном на 18 кресел.
24 июня 1961 года первый лётный прототип В-8 поднялся в воздух, выполнив непродолжительное висение. Спустя две недели, 9 июля, опытная машина приняла участие в авиационном параде на Тушинском аэродроме в Москве, выполнив полёт по кругу. В декабре вертолёт был представлен на совместные государственные испытания, но в качестве прототипа будущих серийных машин рассматривался недолго и с 1963 года использовался только в роли испытательного стенда. Ближе к концу 1961 года был изготовлен второй экземпляр однодвигательного вертолёта В-8, но из-за бесперспективности однодвигательной схемы он никогда не летал и использовался как наземный испытательный стенд.
Двухдвигательный прототип вертолёта В-8А поднялся в воздух 17 сентября 1962 года. Впервые в СССР были специально спроектированы для вертолёта турбовальные двигатели ТВ2-117. В марте 1963 года окрашенный в жёлтый цвет вертолет с надписью «Аэрофлот» на борту поступил на первый этап «А» совместных государственных испытаний. В процессе испытаний вертолёт подвергся многочисленным изменениям конструкции, в частности, четырёхлопастной несущий винт от Ми-4 был заменён на новый пятилопастной. Также заменили рулевой винт, переделали стойки шасси, установили систему автоматической регулировки двигателей и автопилот АП-34.
Третий лётный прототип В-8АТ строился как транспортно-боевой вариант для вооружённых сил, с учётом всех изменений и доработок на испытаниях В-8А. В-8АТ был собран и поступил на испытания в 1963 году. Во время лётных испытаний 19 апреля 1964 года экипаж летчика-испытателя В. Колошенко установил на В-8АТ два мировых рекорда: рекорд дальности по замкнутому маршруту (2465,7 км) и рекорд скорости на базе 2000 км (201,8 км/ч).
Четвёртый опытный вертолёт В-8АП создавался как правительственный салон, почти не отличаясь от конструкции от В-8АТ. На нём отрабатывался автопилот АП-34Б и синхронизатор оборотов несущего винта. После завершения программы испытаний В-8АП был переоборудован весной 1965 года на опытном производстве завода № 329 в вариант для перевозки 28 пассажиров.
Затем оба варианта вертолёта поступили на государственные испытания этапа «Б».
В ноябре 1964 года Комиссия по совместным испытаниям приняла решение рекомендовать вертолёт к запуску в серийное производство, а его десантно-транспортный вариант — к принятию на вооружение.
В-8АТ поступил в серийное производство на завод № 387 МАП в 1965 году под наименованием Ми-8Т и постепенно вытеснил в производстве Ми-4.
После завершения цикла войсковых испытаний Ми-8Т был в 1968 году принят на вооружение.

## Производство
В 1964 году для серийного производства В-8 был определён казанский авиационный завод № 387. С этой целью решили полностью реконструировать производство. На территории Ленинского района г. Казани были возведены новые заводские корпуса. С подачи министра авиационной промышленности П. В. Дементьева большую помощь в подготовке к серийному производству вертолёта оказали специалисты завода № 22, № 16, филиал № 1 МВЗ и филиал НИАТ. Три головных вертолёта на заводе были собраны через год, в 1965 году. С 1966 года начинается крупносерийное производство. Темп производства (при СССР) — в среднем тридцать вертолётов в месяц, или 300-350 машин в год.
Основываясь на опыте применения новых двигателей ТВ3-117 на вертолёте Ми-14, было решено модернизировать Ми-8Т установкой этих двигателей. В 1975 году на Казанском филиале МВТ переделкой Ми-8Т №№ 4852 и 4872 были изготовлены два прототипа. Серийное производство начато в 1977 году, и в 1978 была готова первая серия из 15 вертолётов Ми-8МТ. В 1981 году Ми-8МТ демонстрировали во Франции под «экспортным» наименованием Ми-17. С 1989 года на казанском авиазаводе начат серийный выпуск Ми-17.
Вторым предприятием, на котором было освоено производство Ми-8, стал завод № 99 в Улан-Удэ (предприятие «п/я Р-6759»). Серийное производство Ми-8Т вели с 1970 года. В 1989 году на базе У-УАЗ как головного предприятия создано Улан-Удэнское авиационное производственное объединение. Согласно приказу № 202 министра авиационной промышленности, завод был определён для производства гражданской версии Ми-8МТ под наименованием Ми-8АМТ. Вертолёт разрабатывался по заказу ГосНИИ ГА в казанском филиале № 1 МВЗ на средства серийного предприятия. Для выполнения опытно-конструкторских работ У-УАЗ приобрёл на КВЗ новый вертолёт Ми-8МТ. Работы по его переделке продолжались до 1990 года. В конце 1991 года в Улан-Удэ была собрана установочная партия из пяти вертолётов Ми-8АМТ.

### Количество построенных Ми-8/17
Точное количество построенных вертолётов Ми-8 и его модификаций в широкой печати никогда не публиковалось, так как никто и никогда не публиковал годовые отчётные документы заводов-изготовителей этих вертолётов. В различных источниках называют весьма приблизительные цифры, основанные на самых разных и не всегда адекватных умозаключениях.
По примерным подсчётам, число построенных вертолётов по состоянию на 2021 год составляет более 12 тыс. экземпляров:
- Казанский завод по данным на 2020 год — примерно 7,9 тыс. Ми-8.
- Улан-Удэнский завод до 1991 года ~ 3,7 тыс. Ми-8; с 1991 года примерно 1,2 тыс. Ми-8АМТ.

## Конструкция
Примечание. За полувековую историю производства вертолёта Ми-8 в его конструкцию внесено огромное количество изменений и дополнений, направленных на улучшение лётных и эксплуатационных характеристик. В связи с этим ниже будет указана информация, применимая в основном к широко распространённым базовым вариантам Ми-8П и Ми-8Т, при существенных отличиях от них будут оговорки. Также следует помнить, что вся информация, касающаяся действующих вооружений и военной техники, имеет ограничение на распространение в средствах информации, а некоторые темы имеют прямой запрет на огласку в связи с законом «О государственной тайне».
Данный раздел написан с использованием информации из следующих открытых источников:
- Вертолёт Ми-8. Инструкция по технической эксплуатации. Книга 1. «Планер и силовая установка».
- Вертолёт Ми-8. Инструкция по технической эксплуатации. Книга 2. «Вооружение».
- Вертолёт Ми-8. Инструкция по технической эксплуатации. Книга 3. «Авиационное оборудование».
- Вертолёт Ми-8. Инструкция по технической эксплуатации. Книга 4. «Радиооборудование».
- Вертолёт Ми-8. Книга 1. «Лётно-технические характеристики».
- Вертолёт Ми-8. Книга 2. «Конструкция».

А также:
- Регламент технического обслуживания вертолёта Ми-8 в двух частях (Часть 1. «Планер и силовая установка»; часть 2. «Авиационное и радиоэлектронное оборудование»), Москва, «ВОЗДУШНЫЙ ТРАНСПОРТ», 1993 год. (Издание Минтранса РФ для ГАС с действующими изменениями и дополнениями по 20 октября 2005 года)
- ВЕРТОЛЕТ МИ-8МТВ-1. Руководство по технической эксплуатации Ми-8МТВ-1.0000.00. РЭ. Книга 7 «Авиационное оборудование».
- Рыбкин П. Н. «Конструкция вертолёта Ми-8 (Т, МТ, МТВ. АМТ)». Учебное пособие (только для учебных целей). СПб, академия ГА, 2003 год.
- Данилов В. А. Вертолёт Ми-8 (устройство и техническое обслуживание). Москва, издательство «Транспорт», 1988 год. ISBN 5-277-00160-3.

и другие.

### Общая информация

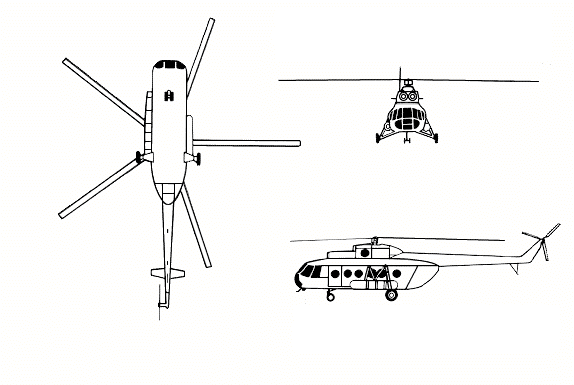
Ми-8 в трёх проекциях, изображённый с помощью эпюра Монжа

Вертолёт Ми-8 является воздушным транспортным средством, основное его предназначение — перевозка людей и различных грузов. Вертолёт классической одновинтовой схемы с 5-лопастным несущим и 3-лопастным рулевым винтами, с двумя турбовальными двигателями, работающими на общий редуктор винта; с неубираемым трёхстоечным шасси. Максимальный взлётный вес вертолёта при любых условиях не должен превышать 12 тонн, при этом масса перевозимой полезной нагрузки — до 3 тонн (4 тонны с ограничением заправки) на расстояние до 500 км. Система внешней подвески позволяет перевозить моногрузы массой до 3 тонн.
Вертолет Ми-8 имеет систему обогрева и вентиляции кабины экипажа и грузовой кабины. Установленное на нем электро-, радио-, приборное и специальное оборудование обеспечивают полеты в любое время суток и в сложных метеоусловиях.
Экипаж состоит из трёх человек: командира, второго пилота и бортмеханика (борттехника).
Вертолёт выпускали в основных вариантах исполнения:
- Пассажирский Ми-8П (в том числе салонный вариант);
- Транспортный Ми-8Т (транспортно-боевой);
- Военные модификации различного назначения (со специальным оборудованием).

В пассажирском варианте вертолёта предусмотрена перевозка максимально до 28 пассажиров с багажом по 15 кг на человека (420 кг) на расстояние до 500 км. Возможно переоборудование в условиях эксплуатации пассажирского варианта в транспортный, с размещением груза внутри салона или внешней подвеской груза в пределах эксплуатационных ограничений.
Вертолёт можно переоборудовать в санитарный вариант для 12 лежачих больных на носилках и сопровождающего медика. В случае перевозки ходячих больных полная загрузка вертолёта составляет 24 человека вместе с медперсоналом.
В транспортном варианте вертолёт применяют для доставки различных грузов. Кроме того, предусмотрена перевозка людей, для чего используют откидные от борта скамейки на 24 посадочных места. При необходимости возможно переоборудование в санитарный вариант, так же, как и Ми-8П.
Обе базовые модификации вертолёта имеют перегоночный вариант с увеличенной дальностью полёта, для чего в салоне (грузовой кабине) предусмотрена установка одного или двух дополнительных топливных баков.
С 1975 года выпускалась глубокая модификация вертолёта под наименованием Ми-8МТ, переделанная с учётом идеологии вертолёта Ми-14. В частности, были использованы более мощные двигатели, новый главный редуктор, рулевой винт, а также полностью переделана система электроснабжения и внесён ряд существенных доработок, что качественно повысило лётные и эксплуатационные характеристики.

### Основные характеристики
- взлётный вес вертолёта с двигателями ТВ2-117А
  - нормальный — 11 100 кг
  - максимальный — 12 000 кг
- максимальная скорость полёта у земли с полётным весом 11 т — 250 км/ч
- крейсерская скорость полёта на высоте 500 метров — 225 км/ч
- максимальная высота полёта при нормальной взлётной массе — 4500 м
- дальность полёта на высоте 500 метров при нормальной взлётной массе 11,1 т с остатком топлива после посадки на 30 мин. полёта:
  - с заправкой 1450 кг — 365 км
  - с максимально возможной заправкой 3445 кг (два дополнительных бака в грузовой кабине) — 1305 км
- масса пустого вертолёта — 6835-7370 кг (зависит от варианта)
- длина вертолёта по законцовкам лопастей винтов — 25,244 м
- высота вертолёта по колонке НВ — 4,73 м
- стояночный угол вертолёта по строительной горизонтали — +3°42′
- клиренс — 0,445 м
- колея шасси — 4,5 м
- база шасси — 4,258 м

### Состав
Вертолет Ми-8 состоит из следующих сборочных единиц, устройств и систем:
- фюзеляжа;
- стабилизатора;
- капота;
- взлётно-посадочных устройств;
- несущего и хвостового винтов;
- силовой и вентиляторной установок;
- трансмиссии;
- управления вертолётом и автопилота;
- гидравлической системы;
- воздушной системы;
- противообледенительной системы;
- системы отопления и вентиляции кабин;
- устройства для внешней подвески груза и бортовой стрелы;
- электро-, радио- и приборного оборудования;
- система пожаротушения.

### Фюзеляж вертолёта
Является основным силовым агрегатом конструкции и представляет цельнометаллический полумонокок переменного сечения с гладкой работающей обшивкой. Фюзеляж имеет три конструктивных разъёма и делится на:
- носовую часть;
- центральную часть;
- хвостовую балку;
- концевую балку с обтекателем.

Силовой набор фюзеляжа состоит из шпангоутов, стрингеров, продольных балок, усиливающих профилей, гладкой работающей обшивки и пола. Бортовые панели выполнены из штампованных жёсткостей, профилей и дюралюминиевой обшивки. Потолок выполнен из штампованных жёсткостей, продольного и поперечного набора, профилей, диафрагм и обшивки. Пол состоит из набора шпангоутов, стрингеров, продольных балок, усиливающих профилей и диафрагм, а сверху и снаружи к нему приклепаны настил пола и обшивка из дюралюминиевых листов.
Все шпангоуты вертолёта, кроме стыковочных, составные, и состоят из верхней, двух боковых и нижней частей.
В качестве конструкционных материалов фюзеляжа использованы дюралевые сплавы Д16АТ, В95, АК6, АК8, МЛ5Т, стали 30ХГСА и 30ХГСНА.
Носовая часть фюзеляжа представляет отсек для размещения экипажа — кабину. Каркас от шпангоута № 1Н до шпангоута № 5Н. Шпангоут 5Н является перегородкой со встроенной дверью, которая разделяет кабину экипажа и грузовой отсек. В передней части кабины находится каркас фонаря с остеклением. Лобовые стёкла лётчиков выполнены из триплекса с системой электрообогрева, остальные — из ориентированного органического стекла. Правый и левый блистеры — сдвижные, и имеют механизм аварийного сброса крышек. Сверху в потолке кабины размещен открываемый наружу-вверх эксплуатационный люк для выхода на вертолёт.
Между шпангоутами 4Н и 5Н расположены короба для размещения аккумуляторных батарей.
Внутренне пространство кабины включает рабочие места с двумя креслами лётчиков и откидное сидение борттехника в проёме входной двери. Установлены спаренные органы управления вертолётом в виде двух ручек продольно-поперечного управления, двух ручек общего шага, двух рычагов останова и два поста (установки) педалей путевого управления. У командира дополнительно имеется ручка тормоза НВ и рычаги раздельного управления двигателями. Органы управления, контроля и индикации расположены на двух приборных досках пилотов, среднем пульте (между креслами), верхнем электропульте, состоящем из правой и левой панелей АЗС; левой, средней и правой панелей; левого и правого электрощитков; левой и правой боковых панелей.
Центральная часть фюзеляжа представляет отсек грузовой кабины с каркасом, шпангоуты № 1 — № 23. Шпангоуты № 1 и № 23 — стыковочные, шпангоуты № 3А, 7, 10, 13 — силовые. Грузовая кабина заканчивается двустворчатым грузовым люком. Слева и справа в бортовых панелях — по пять кругло-выпуклых окон из оргстекла. На левом борту между шп. № 1-3 расположен проём под сдвижную входную дверь клёпанной конструкции, с механизмом аварийного сброса.

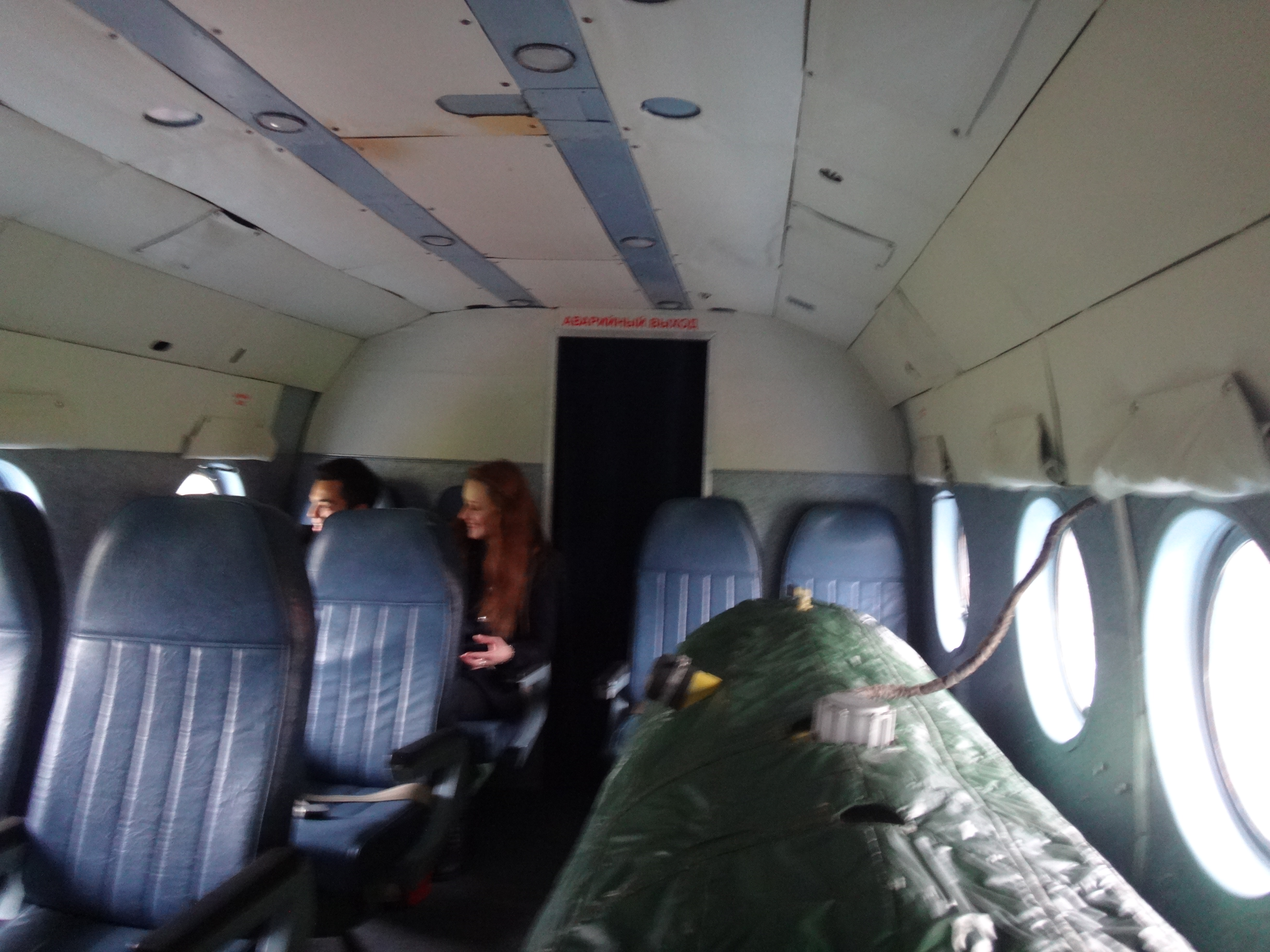
Пассажирская кабина вертолёта Ми-8

Над шпангоутами № 1-10 находится двигательно-редукторный отсек вертолёта. За шпангоутом № 10 начинается надстройка, плавно переходящая в хвостовую балку. В надстройке между шпангоутами 10-13 расположен расходный топливный бак.
Хвостовая балка состоит из каркаса с продольно-поперечным набором (17 шпангоутов и 26 стрингеров) и обшивки, и имеет форму усечённого конуса длиной 5,44 метра. Внутри балки проходит вал трансмиссии рулевого винта, также там размещена часть электро- и радиооборудования вертолёта.
Концевая балка предназначена для выноса оси вращения рулевого винта в плоскость вращения несущего винта с целью уравновешивания моментов сил относительно продольной оси вертолёта. Концевая балка состоит из килевой балки и обтекателя. Силовой набор включает 9 шпангоутов, 1 лонжерон и стрингеры. Ось балки имеет излом по отношению к оси на угол 43°10′. Внутри балки находится промежуточный редуктор и хвостовой редуктор РВ.
Стабилизатор с фиксированным углом установки −6° (относительно продольной оси) находится на хвостовой балке вертолёта. Он предназначен для улучшения характеристик продольной устойчивости и управляемости вертолёта, а также эффективности перехода несущего винта на режим самовращения при отказе двигателей.
Элемент состоит из двух симметричных половин. Каждая половина состоит из силового набора, включающего лонжерон и семь нервюр. Лобовая обшивка и законцовки стабилизатора выполнены из дюраля, остальная обшивка — из стеклоткани АМ-100-ОП. Профиль стабилизатора — NACA-0012. Для гашения вибраций к передней части каждой нервюры № 7 приклёпан балансировочный груз массой 0,2 кг.
Конструкция стабилизатора предусматривает дополнительную регулировку установочного угла на земле в пределах ± 12°, для чего на носке нервюры № 1 на каждой половине стабилизатора приклёпана скоба с серьгой.
Капот
На вертолёте в верхней части фюзеляжа установлен съёмный капот, закрывающий моторный и редукторный отсеки, в которых находятся двигатели, главный редуктор, вентилятор, агрегаты вертолёта.
С целью повышения живучести вертолёта подкапотное пространство разделено двумя противопожарными перегородками на отсеки левого и правого двигателей, а также на редукторный и концевой отсеки.
Откидные крышки капотов используют в качестве трапов для подхода к двигателям и агрегатам при наземном обслуживании вертолёта.
Взлётно-посадочные устройства
К взлётно-посадочным устройствам относится неубираемое трёхстоечное шасси и хвостовая опора.
ВПУ включает две основные стойки пирамидального типа и переднюю стойку. Все стойки снабжены газо-масляными амортизаторами, заряжаемые газообразным азотом под давлением и гидравлическим маслом АМГ-10. На основных стойках установлено по одному тормозному колесу КТ-97/3 размером 865×280 мм, давление зарядки колеса воздухом 5,5-6,0 кг/см3. На передней стойке смонтировано два парных нетормозных колеса К2-116 размером 595×185 мм, колёса самоориентирующиеся. Давление воздуха в пневматиках — 4,5-5,0 кг/см3.
Тормоза колёс на основных стойках — барабанные, двухколодочные, с пневматическим приводом (приблизительно так же, как и на автомобиле, в авиации так обычно не делают).
Хвостовая опора предназначена для защиты рулевого винта от повреждения при посадке вертолёта с большим углом кабрирования. Включает два подкоса с гидравлическим амортизатором и пяту.

### Силовая и вентиляторная установка
Силовая установка вертолёта включает два турбовальных двигателя, работающих на общую нагрузку, а также системы и устройства, обеспечивающие их работу (топливная система, масляная система, система охлаждения и т. д.). При эксплуатации вертолёта в условиях грунтовых площадок, пустынной или степной местности, для уменьшения износа двигателей предусмотрена установка пылезащитного устройства (ПЗУ).
На старых модификациях вертолётов устанавливались двигатели ТВ2-117 взлётной мощностью 1500 л. с. (см. отдельную статью):
- ТВ2-117 — первоначальный вариант двигателя для вертолёта Ми-8.
- ТВ2-117А — основной вариант двигателя для вертолёта Ми-8.
- ТВ2-117АГ — улучшенный двигатель с графитовым уплотнением подшипников, до этого варианта дорабатывались все двигатели ТВ2-117А.

Начиная с модификации «МТ» на вертолёт начали устанавливать более мощные двигатели ТВ3-117 (см. отдельную статью):
- ТВ3-117ВМ — двигатель для модификации МТ и более поздних, в производстве с 1977 года.
- ТВ3-117ВМ серии 2 — двигатель для гражданской модификации МТ и более поздних, а также для экспортных вертолётов Ми-17. В серии с 1993 года.

Оба двигателя установлены попарно-симметрично на потолочной панели центральной части фюзеляжа. Каждый двигатель крепится в районе компрессора четырьмя стойками к потолочной панели, а в задней части — посредством сферической опоры к главному редуктору.
Некоторые параметры двигателя ТВ2-117А на различных режимах работы:
- мощность двигателя на режиме малого газа, л. с. — …, при оборотах ротора турбокомпрессора — 64 %
- мощность двигателя на крейсерском режиме, л. с. — 1000-20, при оборотах ротора турбокомпрессора — 94,5 %
- мощность двигателя на номинальном режиме, л. с. — 1200-24, при оборотах ротора турбокомпрессора — 96,0 %
- мощность двигателя на взлётном режиме, л. с. — 1500-30, при оборотах ротора турбокомпрессора — 98,5 %

На старых модификациях вертолётов с двигателями ТВ2-117(А, АГ) раскрутка двигателей при запуске производится от электрических стартер-генераторов на двигателях, с питанием от аккумуляторных батарей или внешнего аэродромного источника тока. На вертолётах модификации Ми-8МТ и более поздних с двигателями ТВ3-117, для раскрутки каждого двигателя при запуске применяется пневмостартёр, питающийся от источника сжатого воздуха в виде вспомогательной силовой установки АИ-9 (см. отдельную статью), установленной поперечно в агрегатном отсеке вертолёта.
Запуск двигателей без дополнительного подогрева разрешён при температуре до −30 С°. Время запуска двигателя ТВ2-117 от бортовых аккумуляторных батарей составляет не более 50 сек, при этом заброс температуры газов не более 600 С°. Двигатель(и) прогревают на режиме малого газа до температуры масла в двигателе +30С°, после чего возможно выведение на повышенные режимы работы. Время перехода двигателя из режима малого газа на взлётный режим (приёмистость двигателя) составляет 15 сек.
Двигатель ТВ2-117 (ТВ3-117) имеет собственную замкнутую маслосистему под давлением. В качестве моторного масла применяется отечественное синтетическое моторное масло Б-3В или его зарубежные аналоги типа Castrol 98, Turbonycoil 98, Mobil Jet Oil II, ЛЗ-240, с соответствующими ограничениями. Масло Б-3В производится по ТУ 38.101295‑85 изм. 1‑10 на основе жирных кислот и группы сложных эфиров пентаэритрита с добавлением присадок, производитель — нефтезавод завод им. Шаумяна, г. С-Петербург.
Некоторые ограничения по эксплуатации двигателей ТВ2-117А:
- допустимое время работы двигателя на крейсерском режиме — не ограничено.
- допустимое время работы двигателя на взлётном режиме — 6 мин.
- время работы двигателя на взлётном режиме в полёте при отказе одного двигателя — 60 мин.
- допустимая температура газов — не более 875 С°.

Основные данные ВСУ АИ-9В:
- Полное давление отбираемого воздуха, не менее: 2,4 кгс/см3.
- Количество отбираемого воздуха: 0,38 кг/с.
- Температура отбираемого воздуха не менее 130 С°.
- Номинальная частота вращения турбины: 38500 ± 500 об/мин.
- Температура газов за турбиной не более 720 С°, допустимый заброс при запуске не более 850 С°.
- Расход топлива, не более: 75 кг/ч.
- Режим работы — три последовательных отбора воздуха на запуск.
- Время непрерывной работы не более 13 мин.
- Сухая масса: 45 кг.

Двигатель АИ-9В питается топливом из магистрали правого двигателя.
Вентиляторная установка предназначена для охлаждения масла в маслосистемах двигателей и главного редуктора; продува генераторов постоянного и переменного тока; охлаждения гидронасосов и воздушного компрессора. Включает собственно вентиляторную установку — крыльчатку с приводом от карданного вала, два воздушно-масляных радиатора, систему воздухопроводов. Производительность вентилятора при температуре воздуха +40°С составляет не менее 4,61 м³/сек.

### Трансмиссия
Общие сведения о трансмиссии вертолёта.
Трансмиссия служит для передачи мощности двигателей на несущий и рулевые винты.
Основными агрегатами трансмиссии вертолёта Ми-8 являются:
- Главный редуктор ВР-8А (для Ми-8Т) или ВР-14 (для Ми-8МТ и его модификаций)
- Промежуточный редуктор ПР-8;
- Хвостовой редуктор ХР-8;
- Хвостовой вал трансмиссии;
- Вал привода вентилятора;
- Тормоз несущего винта

Главный редуктор
Крутящий момент от двигателей передаётся через две муфты свободного хода на понижающий главный редуктор. Главный редуктор (ГР) служит для передачи крутящего момента на несущий и рулевой винт и приводы агрегатов вертолёта. В полёте частота вращения несущего винта и всех механически приводимых от редуктора агрегатов неизменна и стабилизирована автоматикой двигателей. Несущий винт в полёте вращается с частотой 192±2 об/мин, что соответствует показаниям по прибору 95,3 %. Для смазки агрегатов редуктора применяется синтетическое моторное масло Б-3В.
Основные ТТХ редуктора ВР-8А:
- частота вращения входных валов, об/мин — 12000
- частота вращения вала несущего винта на режиме малого газа, об/мин — 45±10[источник не указан 17 дней]
- частота вращения вала несущего винта на номинальном режиме, об/мин — 192±2[источник не указан 17 дней]
- количество масла в редукторе макс. — 32 литра (мин. доп. — 24 литра)
- сухая масса редуктора — 785 кг.

Главный редуктор установлен наверху фюзеляжа в редукторной раме, состоящей из восьми подкосов, образующих V-образные вилки. Рама крепится к силовым шпангоутам грузовой кабины № 7 и № 10. ГР состоит из картера, двух муфт свободного хода, привода вала несущего винта, привода вала рулевого винта и проводов агрегатов. ГР имеет собственную автономную систему смазки под давлением. Масляная система редуктора состоит из масляного агрегата, состоящего из трёх секций (одна нагнетающая и две откачивающие) насоса, масляных фильтров, жиклеров, форсунок. Масляным баком системы служит поддон редуктора.
Промежуточный редуктор ПР-8 предназначен для изменения направления оси вращения хвостового вала трансмиссии на угол 45° в соответствии с конструкцией хвостовой балки вертолёта. Редуктор имеет редукцию 1/1, частота вращения валов составляет 2589 об/мин. Он установлен внутри концевой балки на шпангоуте № 3. Масса редуктора 24,4 кг. Для смазки применяется 1,6 литра маслосмеси из масла ТСгип и жидкости АМГ-10 в пропорции 50 % на 50 % по объёму.
Хвостовой редуктор ХР-8 предназначен для привода рулевого винта вертолёта. Основные ТТХ редуктора ПР-8:
- передаточное отношение — 2,303
- номинальная частота вращения ведущего вала, об/мин — 2589
- номинальная частота вращения ведомого вала, об/мин — 1124
- масса редуктора — 58,7 кг

В редуктор заливается маслосмесь из масла ТСгип и жидкости АМГ-10 в объёме 1,7 л.
Хвостовой вал трансмиссии состоит из 4 шарнирных и двух жёстких частей. Такая конструкция вала рассчитана на изгиб и деформации хвостовой балки вертолёта, возникающие в полёте.
Тормоз несущего винта предназначен для сокращения времени выбега винта после выключения двигателей, для фиксации винта от самопроизвольного проворачивания на стоянке и для некоторых видов работ при обслуживании вертолёта. Тормоз колодочного типа с механическим приводом установлен на корпусе привода рулевого винта главного редуктора.

### Несущий и хвостовой винт
Несущий винт (НВ) предназначен для создания подъёмной силы, движущей силы, а также для создания моментов продольного и поперечного управления вертолётом. Это один из самых ответственных и технически сложных узлов вертолёта.

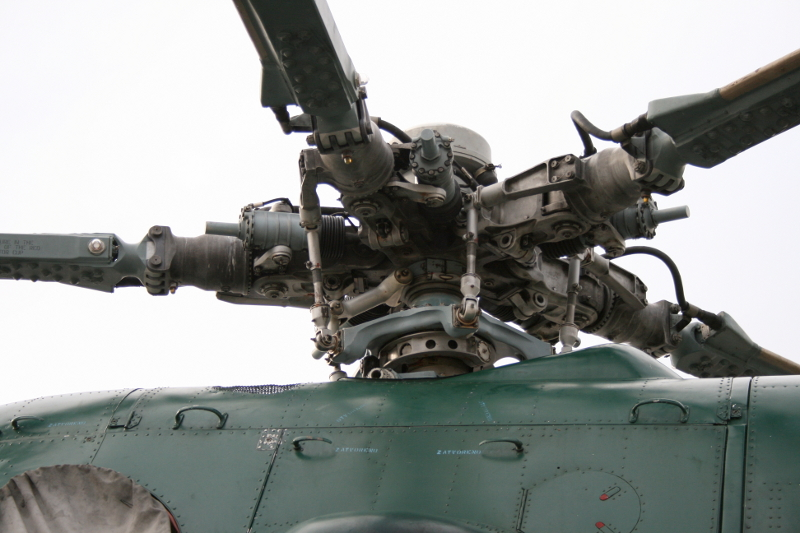
Втулка НВ

Винт состоит из втулки винта и пяти лопастей. На втулке винта имеются горизонтальные, вертикальные и осевые шарниры, также втулка снабжена гидравлическими демпферами. Горизонтальные шарниры обеспечивают маховые движения лопастей вверх-вниз, вертикальные позволяют лопастям совершать колебания в плоскости вращения винта, осевые шарниры предназначены для изменения углов установки лопастей.
Сверху втулки винта установлен кольцевой токосъёмник, позволяющий передавать электроэнергию бортовой сети на нагревательные элементы противообледенителей лопастей.
Лопасти винта цельнометаллические, имеют систему контроля повреждения лонжерона и систему обогрева передней кромки от бортовой электросети. Все лопасти комплекта винта конструктивно одинаковые, имеют прямоугольную в плане форму. Лопасть состоит из лонжерона сложной формы, 21 концевого отсека, стального наконечника, противовесов и концевой части. Профиль лопасти — NACA-230, с переменной толщиной по размаху лопасти. Каждая лопасть имеет линейную геометрическую крутку 5°.
Лонжерон лопасти изготовлен из прессованного алюминиевого сплава АВТ-1 и представляет собой пустотелую балку со стальным комлевым наконечником. На передней части лонжерона наклеен электрический нагревательный элемент противообледенительной системы. Внутренняя полость лонжерона закачивается сжатым воздухом до давления 0,015 МПа. В случае разгерметизации лонжерона, то есть любого нарушения его целостности, на лопасти (в районе её комля) срабатывает встроенный индикатор разрушения лонжерона, представляющий собой сильфон с индикаторным колпачком, внутрь которого закачан гелий под давлением 0,105÷0,11 МПа. При превышении давления в сильфоне относительно давления в лонжероне индикатор красного цвета выталкивается давлением гелия.
С целью получения нужной поперечной центровки лопасти, в носке лонжерона между отсеками 18÷22 установлен противовес, состоящий из восьми стальных, покрытых резиной брусков массой до 1 кг каждый.
Хвостовые отсеки лопасти состоят из обшивки из авиаля, сотового заполнителя из алюминиевой фольги, двух боковых нервюр из авиаля и хвостового стрингера из текстолита, склеенных между собой по специальной технологии.
На законцовке каждой лопасти установлена белая лампа контурного огня под плексигласовым обтекателем.
Основные технические данные несущего винта:
- угол установки лопастей максимальный — 14°30′.
- угол установки лопастей минимальный — 1°.
- максимальный угол взмаха лопасти — 25°±30′.
- диаметр винта — 21,288 м.
- диаметр втулки — 1744 мм.
- масса втулки — 640 кг.
- масса комплекта лопастей — 700 кг.

Рулевой винт (РВ) вертолёта предназначен для уравновешивания вращающего момента несущего винта в прямолинейном полёте и для управления вертолётом в канале рысканья (разворотом). Винт трёхлопастной, изменяемого шага, реверсивный, установлен справа (по полёту). Диаметр вращающегося винта составляет 3,908 м. Управление шагом винта производится педалями путевого управления.
Винт состоит из втулки с кардановым подвесом и трёх лопастей. Конструкция цельнометаллической лопасти РВ в основном повторяет конструкцию лопасти НВ. Профиль лопасти — NACA-230М, без геометрической крутки.
На вертолётах Ми-8МТ, МТВ, АМТ слева (по полёту) установлен винт 246.3925.000 с лопастями увеличенной хорды (305 мм).

### Управление вертолётом
Система управления предназначена для управления вертолётом путем изменения его балансировочного положения относительно трёх пространственных осей по курсу, крену и тангажу (см. статью Связанная система координат) и осуществляется путём изменения величины и (или) направления силы тяги несущего винта и изменения силы тяги рулевого винта.
Изменение величины полной аэродинамической силы несущего винта осуществляется изменением общего шага винта, то есть одновременным поворотом всех лопастей на одинаковый угол установки при помощи ручки «шаг-газ».
Изменение направления полной аэродинамической силы несущего винта осуществляется наклоном плоскости вращения тарелки автомата перекоса, в результате чего происходит циклическое изменение углов установки шага лопастей несущего винта в зависимости от их азимутального положения. Управление наклоном тарелки автомата перекоса осуществляется с помощью ручки продольно-поперечного управления. Автомат перекоса установлен сверху главного редуктора НВ и жёстко прикреплён к картеру редуктора.
Автомат перекоса (см. отдельную статью) вертолёта Ми-8 состоит из:
- направляющей;
- ползуна;
- кронштейна;
- внутреннего и наружного колец;
- тарелки автомата перекоса;
- тяги поворота лопастей;
- рычага общего шага и поворота тарелки;
- качалок продольного и поперечного управления.

Объединённое управление общим шагом несущего винта и двигателями. При перемещении ручки «шаг-газ» вверх увеличивается общий шаг несущего винта и одновременно увеличивается мощность двигателей. Автоматическое поддержание оборотов несущего винта осуществляется регулятором оборотов свободной турбины РО-40М и синхронизатором оборотов СО-40. Также возможно отдельное управление рычагами подачи топлива на насосах-регуляторах НР-40В, как одновременно на обоих двигателях, так и раздельно для каждого.
На земле для запуска и прогрева двигателей на режиме малого газа рукоятка коррекции на ручке «шаг-газ» находится в крайнем левом положении, что соответствует оборотам МГ в районе 63÷66 %. На рулении и во время всего полёта рукоятка устанавливается в крайнее правое положение, соответствующее автоматическому поддержанию частоты вращения НВ.
Управление тягой рулевого винта осуществляется изменением общего шага винта с помощью педалей путевого управления.
Для управления вертолётом используют схему с необратимыми гидроусилителями, для имитации усилий лётчику установлены пружинные загрузочные механизмы с электромагнитными тормозами. Проводка от органов управления к исполнительным механизмам смешанного типа включает жёсткие трубчатые тяги и тросы управления. 
В системе продольно-поперечного управления установлены гидроагрегаты КАУ-30Б (комбинированный агрегат управления, 3 шт.) в управлении несущим винтом и один РА-60Б (рулевой агрегат) в управлении рулевым винтом (на Ми-8МТВ — четыре КАУ-115М). Гидроусилители одновременно выполняют роль силовых элементов автопилота.
Автопилот. Ми-8 оборудован четырёхканальным электрическим автопилотом АП-34Б, обеспечивающим стабилизацию крена и тангажа, направления, а также барометрической высоты полёта. Более полная информация об автопилоте будет ниже (в разделе «Электро- радио- и приборное оборудование»).
На вертолётах Ми-8МТ, МТВ, АМТ в системе путевого управления дополнительно установлена система подвижного упора управления СППУ-52, автоматически ограничивающая перемещение педалей путевого управления и шаг винта в зависимости от плотности наружного воздуха (температуры и давления).

### Системы вертолёта
Гидравлическая система состоит из основной и дублирующей гидросистем.
Основная система обеспечивает функционирование:
- агрегатов управления вертолётом (РА-60Б управления рулевым винтом, КАУ-30Б общего шага несущего винта, двух КАУ-30Б продольного и поперечного управления);
- гидроцилиндров управления фрикционом «ШАГ-ГАЗ», переменным упором в продольном управлении вертолётом (управления «форсажем» двигателей для вертолётов модификации «МТ»), включается раздельными электромагнитными кранами ГА-192.

Дублирующая гидросистема обеспечивает питание гидроусилителей управления в случае выхода из строя основной системы.
Давление в каждой системе создаётся отдельным насосом НШ-39М, установленным на главном редукторе. Давление регулируется в пределах 45±3 … 65+8-2 кгс/см2 автоматами ГА-77В разгрузки насосов, поддерживается гидроаккумуляторами — двумя в основной системе и одним в дублирующей. Рабочая жидкость — гидравлическое масло АМГ-10 (ГОСТ 6794-75 с изм.1-4) в количестве 22 литров.
Так как гидронасосы установлены на главном редукторе, то давление в гидросистеме вертолёта будет сохранятся при посадке вертолёта на авторотации при неработающих двигателях.
Воздушная система вертолёта предназначена для торможения колёс на основных стойках шасси. Также система позволяет подкачивать камеры колёс в полевых условиях через зарядный клапан с помощью специального приспособления. В качестве воздушных баллонов емкостью по 10 литров используются внутренние полости двух подкосов главных стоек шасси. Сжатый воздух с номинальным давлением 50 кг/см3 закачивается в баллоны от наземной зарядной станции, в полёте давление в системе поддерживается с помощью поршневого компрессора АК-50Т, установленного на главном редукторе.
Топливная система предназначена для размещения необходимого количества топлива на борту вертолёта и его бесперебойной подачи к насосам-регуляторам двигателей на всех режимах и высотах, а также для подачи топлива в керосиновый обогреватель КО-50.
На типовом варианте вертолёта Ми-8 имеется:
- Два так называемых подвесных топливных бака снаружи по бортам грузовой кабины. Баки изготавливают в двух вариантах: нормальном и увеличенной вместимости.
- Расходный топливный бак.
- Один или два дополнительных топливных бака, которые при необходимости монтируют в салоне (грузовой кабине) вертолёта.

Все топливные баки сварной конструкции изготовлены из материала АМЦА-П. Подвесные баки крепят лентами по бокам фюзеляжа вертолёта. Расходный бак установлен в верхней части фюзеляжа за редукторным отсеком. Дополнительные баки устанавливают в грузовой кабине, в случае установки только одного бака он монтируется вдоль левого борта.
Заправочная ёмкость топливной системы:
- Расходный бак — 415 литров.
- Левый подвесной бак — 745 литров (1140 литров для бака повышенной ёмкости).
- Правый подвесной бак — 680 литров (1030 литров для бака повышенной ёмкости).
- Дополнительный бак в г/кабине (один) — 915 литров.

Перекачка топлива из подвесных баков в расходный осуществляется перекачивающими электроприводными насосами ЭЦН-75 (ЭЦН-91Б), по одному насосу в каждом баке. Подача топлива к двигателям производится из расходного бака двумя подкачивающими электроприводными насосами ПЦР1 или ЭЦН-40, на вертолётах Ми-8МТ, МТВ установлен один насос 463Б.
Количество топлива в расходном и подвесных баках контролируется топливомером СКЭС-2027А. Аварийный остаток топлива по сигнализатору в расходном баке — 270 литров. Применяемое топливо — Т-1, ТС-1, Т-2.
Противопожарная система (ППС) предназначена для обнаружения, сигнализации и тушения пожара в защищаемых отсеках:
- левого и правого двигателей;
- керосинового обогревателя КО-50;
- главного редуктора, расходного бака и двигателя АИ-9В (при наличии).

Система состоит из двух комплектов систем сигнализации о пожаре ССП-ФК с 36 датчиками пожарной сигнализации ДТБГ (на Ми-8МТ, МТВ может быть установлена система ССП-2А с 42 датчиками ДПС), системы пожаротушения (четыре баллона ОС-2 с составом «Фреон 114В2», а на Ми-8 МТ или МТВ — два баллона УБШ-4-4), двух блоков электромагнитных кранов, обратных клапанов, подводящих трубопроводов и распылительных коллекторов.
Система пожаротушения срабатывает в две очереди: первая очередь срабатывает автоматически, вторую включают вручную в кабине экипажа. Также на вертолёте имеются два переносных углекислотных огнетушителя.
Противообледенительная система (ПОС) предназначена для защиты от обледенения лопастей несущего и рулевого винтов, двух передних стёкол кабины экипажа, входных устройств двигателей, пылезащитных устройств двигателей (ПЗУ). В качестве датчика обледенения используется радиоизотопный сигнализатор РИО-2М (или РИО-3), установленный во входном туннеле правого двигателя. ПОС работает как в автоматическом, так и в ручном режимах.
Обогрев лопастей винтов и стёкол кабины экипажа — электротеплового действия. Лопасти НВ, РВ, передние стёкла и ПЗУ получают питание от генератора переменного тока СГО-30У. В связи с большой мощностью нагревательных элементов лопастей винтов, превышающей отдаваемую мощность генератора, применяется их поочерёдное включение по программе с помощью программного механизма ПМК-21.
Передние стёкла лётчиков запитаны через автотрансформатор АТ-8-3. Температура стекла в пределах 25-35 градусов поддерживается электронным терморегулятором ТЭР-1М.
Обогрев обтекателей воздухозаборников и входных устройств двигателей — воздушно-теплового (горячим воздухом от компрессоров двигателей), а обогрев ПЗУ — смешанный (часть узлов обогревается горячим воздухом, а другая часть имеет электрообогрев).
Система отопления и вентиляции предназначена для:
- подачи подогретого или атмосферного воздуха в кабину экипажа и в грузовую кабину для поддержания в них нормальных температурных условий;
- обдува передних стёкол и блистеров кабины экипажа;
- обогрева сливного крана дренажного бачка.

Для подогрева воздуха используется керосиновый обогреватель КО-50, установленный с внешней стороны правого борта вертолёта в обтекателе, являющимся продолжением правого подвесного топливного бака. Для нормальной циркуляции воздуха в салоне вертолёта на задней стенке шпангоута № 16 имеется вытяжной вентилятор ДВ-1КМ, отсасывающий воздух из вертолёта за борт.
Керосиновый обогреватель КО-50 работает по принципу подогрева прогоняемого потока воздуха в калорифере, нагреваемом факелом горящего керосина (по похожему принципу работают предпусковые подогреватели на грузовых автомобилях, аналогично устроена отопительно-вентиляционная установка ОВ-65/ОВ-95). Обогреватель имеет три основных режима работы: вентиляция, обогрев в ручном и автоматическом режимах. В последнем случае электронный блок управления автоматически поддерживает выбранную температуру в кабине вертолёта в пределах от +10 до +30 градусов Цельсия. Отопитель питается керосином из расходного бака вертолёта, расход керосина ~ 8,7 кг в час.
При эксплуатации пассажирского варианта вертолёта в жарком климате на борт вертолёта возможна установка двух бортовых фреоновых кондиционеров. Всё оборудование этих кондиционеров размещается в обтекателе на месте демонтированного обогревателя КО-50, два испарителя устанавливаются в пассажирском салоне на багажных полках справа и слева.
Кислородное оборудование предназначено для питания кислородом экипажа при полётах на высотах до 6000 м (максимально допустимая по РЛЭ высота полёта для вертолёта), а также раненых и больных при полётах на любых высотах.
Средства подъёма и перевозки грузов, такелажное оборудование
На вертолёте возможна перевозка грузов на внешней подвеске массой до 3000 кг, для чего в комплект поставки входят четыре грузовых стропа по 4 метра, замок ДГ-64М, электролебёдка ЛПГ-150(М), узлы крепления строп, ограждение подвески, крюк с вертлюгом и др. оборудование. Для определения веса груза применяется весоизмерительное устройство. Устройство внешней подвески крепится к потолку грузовой кабины на силовые шпангоуты № 7 и № 10, в полу вертолёта имеется люк с системой роликов для прохода троса.
Также на вертолёте предусмотрена установка бортовой стрелы с электролебёдкой ЛПГ-2 или ЛПГ-150М над входной дверью. Данное устройство позволяет загружать в вертолёт грузы массой до 150 кг как при стоянке на земле, так и при висении вертолёта на небольшой высоте. Длина полностью выпущенного троса лебёдки — 40 метров.
Такелажное оборудование предназначено для погрузки, швартовки и выгрузки различных грузов. В комплект оборудования входит полиспаст с лебёдкой ЛПГ-150М, швартовочное тросы, кольца, серьги с роликами, сетки, перекидные тросы, колодки и трапы. Для хранения такелажно-швартовочного оборудования на стоянке с вертолётом поставляется специальный контейнер.

### Электро- радио- и приборное оборудование
Электрооборудование
Электрооборудование вертолета объединяет систему электроснабжения, распределительную сеть и потребители электрической энергии.
На вертолётах с двигателями ТВ2-117 основной системой электроснабжения является система постоянного тока на 27 вольт.
На вертолете пять распределительных шин:
- две генераторные, питающиеся каждая от своего генератора;
- аккумуляторная, питающаяся от аккумуляторных батарей;
- двойного питания, питающаяся или от левого, или от правого генератора;
- шина питания от аккумуляторов, которая в нормальном режиме питается от аккумуляторной шины, а в аварийных случаях — от шины двойного питания. К этой шине подключены потребители, без которых невозможно безопасное завершение полёта.

Источники энергии:
- два стартёра-генератора ГС-18ТО (ГС-18МО, ГС-18ТП), установленные по одному на каждом из двигателей. В стартерном режиме генератор раскручивает двигатель при запуске, в генераторном отдаёт энергию в бортовую сеть. Мощности одного генератора достаточно для питания всех потребителей на вертолёте.
- шесть свинцовых аккумуляторных батарей 12САМ-28. Емкости аккумуляторов достаточно для питания потребителей на земле, а также для автономного запуска одного двигателя. Вместо отечественных аккумуляторов могут устанавливаться четыре никель-кадмиевые импортные батареи типа 2506А-2 фирмы SAFT.
- бортовые разъёмы аэродромного питания, для подключения внешних источников электроэнергии.

Оба генератора работают параллельно на общую сеть, аккумуляторные батареи работают в буфере с генераторами. Сеть постоянного тока однопроводная, с минусом на корпусе вертолёта.
Также на вертолёте имеется система однофазного переменного тока напряжением 208 вольт с частотой 400 герц. Источником электроэнергии служит установленный на главном редукторе генератор переменного тока СГО-30У.
Вторичная сеть переменного тока на однофазное напряжение 115 вольт питается от сети 208 вольт через силовой понижающий трансформатор ТС/1-2, или от электромашинного преобразователя ПО-750А. Напряжением 115 вольт запитан ряд систем радио- и навигационного оборудования.
От сети 115 вольт ток через понижающий трансформатор Тр-115/36 преобразуется в однофазное напряжение 36 вольт, необходимое для питания приборов контроля двигателей и трансмиссии.
Также на вертолёте имеется трансформатор 115/7.5, который служит для питания специальных лампочек на законцовках лопастей НВ — контурных огней. Напряжения питания этих ламп составляет 7,5 вольт.
Для питания трёхфазным переменным током 36 В автопилота, авиагоризонтов и курсовой системы на вертолёте установлено два электромашинных преобразователя ПТ-500Ц, основной и резервный, которые работают от первичной сети постоянного тока 27 вольт.
При запуске первого двигателя его стартёр-генератор питается от шести бортовых аккумуляторных батарей 12САМ-28 (стартёрная авиационная моноблочная ёмкостью 28 Ач) напряжением 24 В, второго двигателя — от стартёр-генератора уже запущенного двигателя и трёх аккумуляторов. Четыре аккумулятора установлены в пилотской кабине под этажерками электро- и радиооборудования, по два с каждой стороны, остальные два — за пилотской кабиной в грузовой кабине, а в пассажирском варианте — в задней части за перегородкой салона. Несмотря на относительно небольшую ёмкость, они способны обеспечить 5 запусков двигателей подряд на земле и в воздухе на высотах до 3000 м. При этом отдают ток 600—800 ампер, при работе двигателей заряжаются от генераторов постоянного тока и автоматически выключаются при достижении номинальной ёмкости или включаются при падении напряжения в бортовой сети (при отказе генераторов) при помощи дифференциально-минимальных реле ДМР-600Т, системы контроля работы генераторов.
На вертолётах с двигателями ТВ3-117 бортовая сеть организована иначе. Первичной системой электроснабжения является сеть переменного тока, состоящая из двух независимых друг от друга каналов: канала генератора № 1 (задний по полету) и канала генератора № 2 (передний по полету), работающих раздельно каждый на свои шины, размещенные в отдельных распределительных устройствах. Источником электроэнергии в каждом канале является генератор СГС-40ПУ (ГТ40ПЧ8) мощностью 40 кВт, который работает совместно с комплектом аппаратуры защиты, включения и регулирования.
Генераторы установлены на редукторе НВ.
Для понижения питающего напряжения на вертолёте установлены силовые трансформаторы:
- один ТС/1-2 мощностью 2 кВт на напряжение 115 вольт;
- однофазный трансформатор ТР-115/36 (два — основной и резервный) на 36 вольт;
- трёхфазный трансформатор ТС310С04Б мощностью 1 кВт, на 36 вольт.

Система постоянного тока 28 вольт — вторичная. Напряжение в сеть выдают три выпрямительных устройства ВУ-6А. Все три выпрямительных устройства подключены параллельно к общей шине, связанной комплексным аппаратом ДМР-200Д с шиной аккумуляторов.
Аварийные источники энергии:
- 2 аккумуляторных батареи 12САМ-28 или 20НКБН-28 (для запуска ВСУ и аварийного питания сети).
- стартёр-генератор СТГ-3, который может при запущенной ВСУ выдавать в бортсеть напряжение 27 вольт мощностью 3 кВт в течение не более 30 минут.
- электромашинные преобразователи ПО-500А, ПТ-200Ц или полупроводниковый статический преобразователь ПТС-800БМ.

В случае обесточивания основной системы электроснабжения в полёте аварийные источники обеспечивают питание бортовых систем первой категории в течение 20-25 мин, при одновременной работе на сеть аккумуляторов и стартер-генератора АИ-9В.
Питание бортовой сети вертолёта на земле при неработающих двигателях осуществляется через розетки аэродромного питания ШРАП-500 и ШРАП-400-3ф от наземного агрегата АПА-50М, АПА-5, АПА-50, АПА-35 (в зависимости от вида используемого напряжения).
Светотехническое оборудование вертолёта включает:
- Аэронавигационное оборудование и огни внешней световой сигнализации: БАНО-45 (или БАНО-64), ХС-39 (ХС-62), проблесковый маяк МСЛ-3 (один или два), строевые огни ОПС-57, контурные огни.
- Посадочно-рулежное оборудование: две фары типа ФПП-7(М) (по 450 Вт каждая) или посадочно-рулёжные фары МПРФ-1А.
- Оборудование для освещения приборов и кабины экипажа.
- Оборудование для освещения пассажирского салона и служебных помещений (для пассажирского варианта вертолета).
- Оборудование для освещения грузовой кабины (транспортного варианта вертолета).
- Оборудование внутривертолетной (внутрикабинной) световой сигнализации.

Приборное оборудование вертолёта
Обеспечивает пилотирование вертолёта в любых метеоусловиях днём и ночью, позволяет контролировать функционирование всех основных систем вертолёта, а также регистрировать основные параметры. 
Включает:
- пилотажно-навигационные приборы и системы: высотомер ВД-10К, вариометр ВАР-30МК, авиагоризонт АГБ-3 (три к-та), указатель скорости УС-450К, индикатор висения и малых скоростей (блок 6) аппаратуры ДИСС-15, индикатор высоты из комплекта А-037, индикатор путевой скорости и угла сноса (блок 7) аппаратуры ДИСС-15, указатель поворота ЭУП-53, гиромагнитный компас ГМК-1А с выключателем коррекции ВК-53РВ, два указателя УГР-4УК курсовой системы, магнитный компас КИ-13, и др.
- приборы контроля двигателей и трансмиссии: указатель 2УТ-6К температуры газов двигателей аппаратуры 2ИА-6, двухстрелочный указатель ИТЭ-2Т числа оборотов двигателей, указатель режимов УР-117М измерителя режимов ИР-117, указатель ИТЭ-1Т числа оборотов несущего винта, индикатор ИП-21 указателя общего шага несущего винта, трёхстрелочный указатель УИЗ-6 давления масла на входе на главный редуктор и температуры масла в промежуточном и хвостовом редукторах электрического моторного индикатора ЭМИ-ЗРВИ, указатель ТУЭ-48 температуры масла в главном редукторе термометра ТУЭ-48Т, указатели УИЗ-3 давления топлива, давления и температуры масла двигателей электрического моторного индикатора ЭМИ-ЗРВИ (2 к-та) и др.
- приборы контроля систем вертолёта: воздушные манометры МА-60К, МВУ-10К, вольтметры В-1 и ВФ-0,4-250, амперметры А-1 и АФ1-150 и др.
- систему автоматической регистрации полётных параметров САРПП-12(ДМ) или регистратор БУР-1-2
- кислородную систему вертолёта: три комплекта кислородного оборудования ККО-ЛС2 с тремя кислородными баллонами ёмкостью по три литра для экипажа; четыре комплекта блоков кислородного питания БКП-3-2-210 для пассажиров.
- другие приборы и указатели.

На вертолётах выпускаемых после 2009 года могут монтироваться дополнительные приборы и указатели, в частности может устанавливаться прибор навигационный плановый ПНП-72-15 (2 комплекта, на левую и правую приборные доски)
Радиосвязное и навигационное оборудование — комплектация вертолётов радиооборудованием отличается в зависимости от назначения вертолёта и его модификации.
Типовой комплект радиосвязного оборудования вертолёта Ми-8Т включает:
- командная УКВ-радиостанция Р-860 (или Р-863, «Баклан-20»), два комплекта;
- КВ-радиостанция «Ядро-1А(П)» (или «Карат-М24», или Р-842М), которая работает на парную тросовую антенну, натянутую снаружи хвостовой балки от шп. № 15 до стабилизатора;
- аварийный УКВ-приёмник Р-852;
- радиостанция «Эвкалипт-М24»;
- аппаратура речевых сообщений РИ-65Б или «Алмаз-УП»;
- переговорное устройство СПУ-7;
- магнитофон МС-61Б или П-503Б;
- аппаратура опознавания.

Типовой комплект радионавигационного оборудования вертолёта Ми-8Т включает:
- автоматический радиокомпас АРК-9;
- автоматический УКВ радиокомпас АРК-У2 или АРК-УД;
- радиовысотомер малых высот РВ-3 или А-037;
- доплеровский измеритель путевой скорости вертолёта ДИВ-1 (или ДИСС-15).

На вертолёте может быть установлена аппаратура спутниковой навигации KLN-90B, сертифицированная для вертолётовождения в условиях правил полётов по приборам.
Автопилот АП-34Б позволяет стабилизировать движение вертолёта по курсу, крену, тангажу и барометрической высоте полёта.
Особенность вертолётного автопилота в том, что он допускает параллельное управлением с лётчиком. В целях безопасности автопилот использует 20 % от общего перемещения органов управления. Технические характеристики автопилота:
- Точность выдерживания стабилизации в спокойной атмосфере
  - по курсу ±1°;
  - по крену ±0,5°;
  - по тангажу ±0,5°;
  - по высоте ±6 м;
  - по скорости ±10 км/ч.
- Питание от бортовой сети постоянного тока 27 В и переменного трёхфазного тока 36 В.

В комплект автопилота входят: пульт управления, агрегат управления, блок усилителей, три датчика угловой скорости, корректор высоты КВ-11, компенсационные датчики по тангажу и крену, индикатор нулевой ИН-4, кнопки быстрого отключения.

### Вооружение

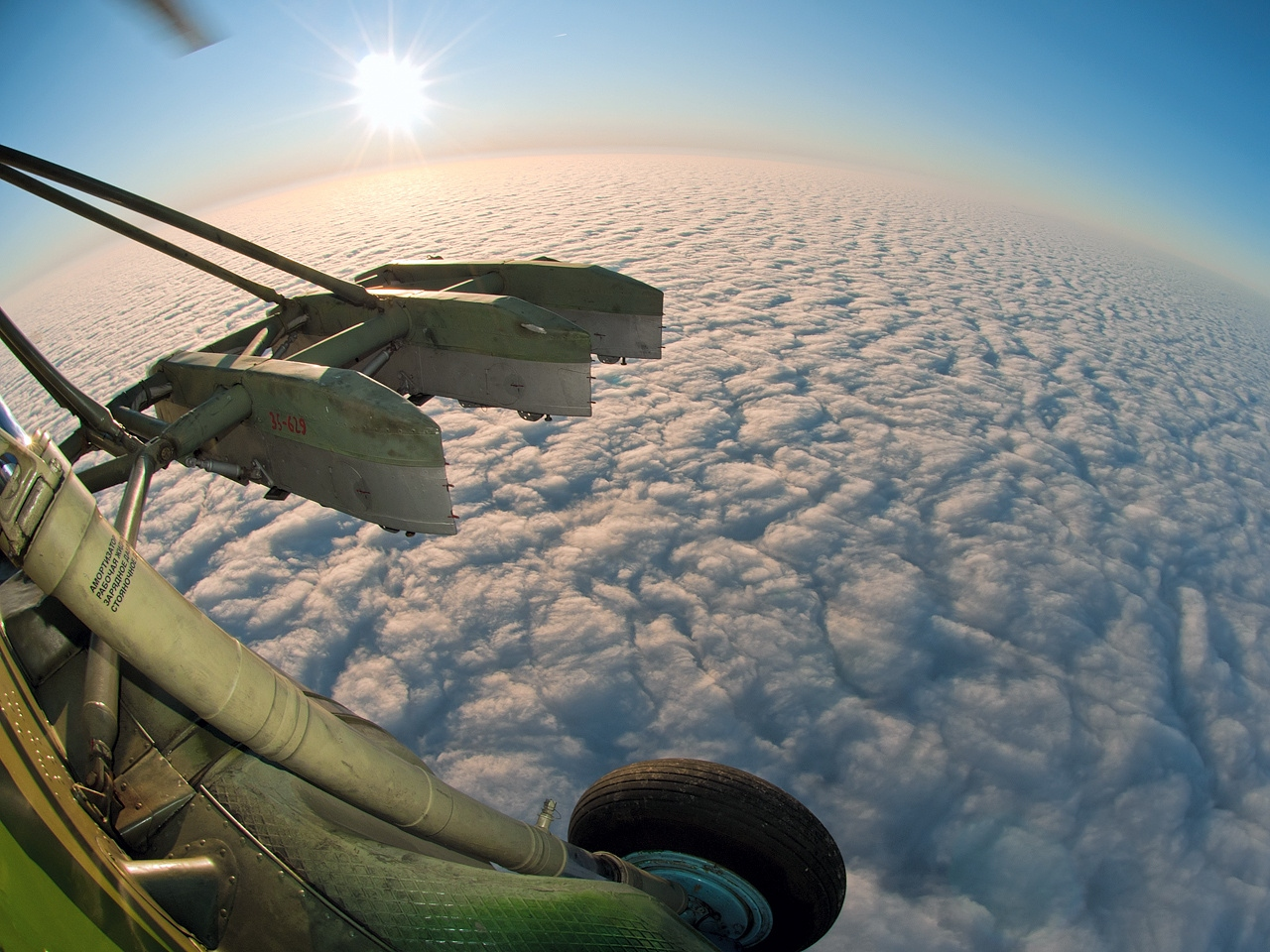
Подвески вертолёта

Транспортный вертолёт Ми-8Т предусматривает установку по бортам съёмных ферм с вооружением в составе 4 блоков УБ16-57УМВП (64 неуправляемых снаряда типа С-5) или авиабомб общим весом до 1100 кг (четыре ОФАБ-250). Для прицеливания в кабине монтируются: бомбовый прицел ОПБ-1Р и коллиматорный прицел ПКВ с фотокинопулемётом ФКП-2-1В. Для контроля радиоактивности установлен рентгенометр ДП-3А, позволяющий измерять мощность дозы гамма-излучения от 0,1 до 500 Р/ч.
Транспортно-боевой вариант Ми-8ТБ штатно был вооружён пулемётной установкой НУВ-1-2М в нижнем остеклении кабины экипажа (крупнокалиберный пулемёт А-12,7 с прицелом К-10); для подвески средств поражения имеются шесть балочных держателей. Боевые действия в Афганистане выявили низкую эффективность снарядов С-5, и их стали дополнять блоками Б-8В с ракетами С-8. На смену пулемётам А-12,7 пришли танковые ПКТ, а на внешней подвеске дополнительно ставили универсальные пушечные контейнеры УПК-23-250, разовые бомбовые кассеты и контейнеры мелких грузов КМГУ. В проёмах дверей и люках вертолёта использовали дополнительные пулемёты и станковые гранатомёты АГС-17. Но такой вертолёт получался перетяжелённый, поэтому в дальнейшем стали вооружать и использовать более мощные вертолёты Ми-8МТ, к тому времени уже поступившие в серийное производство.

## Модификации

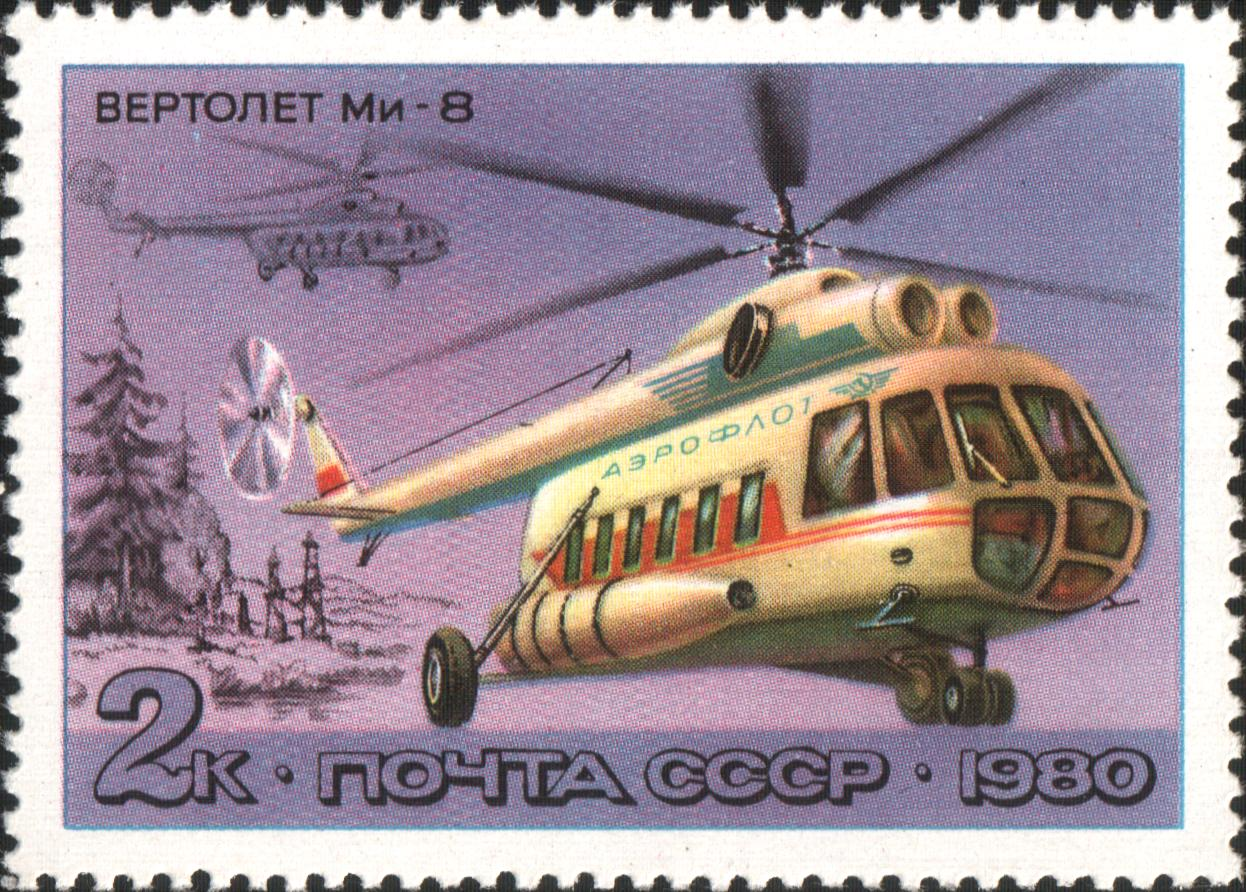
Ми-8П на советской почтовой марке 1980 года

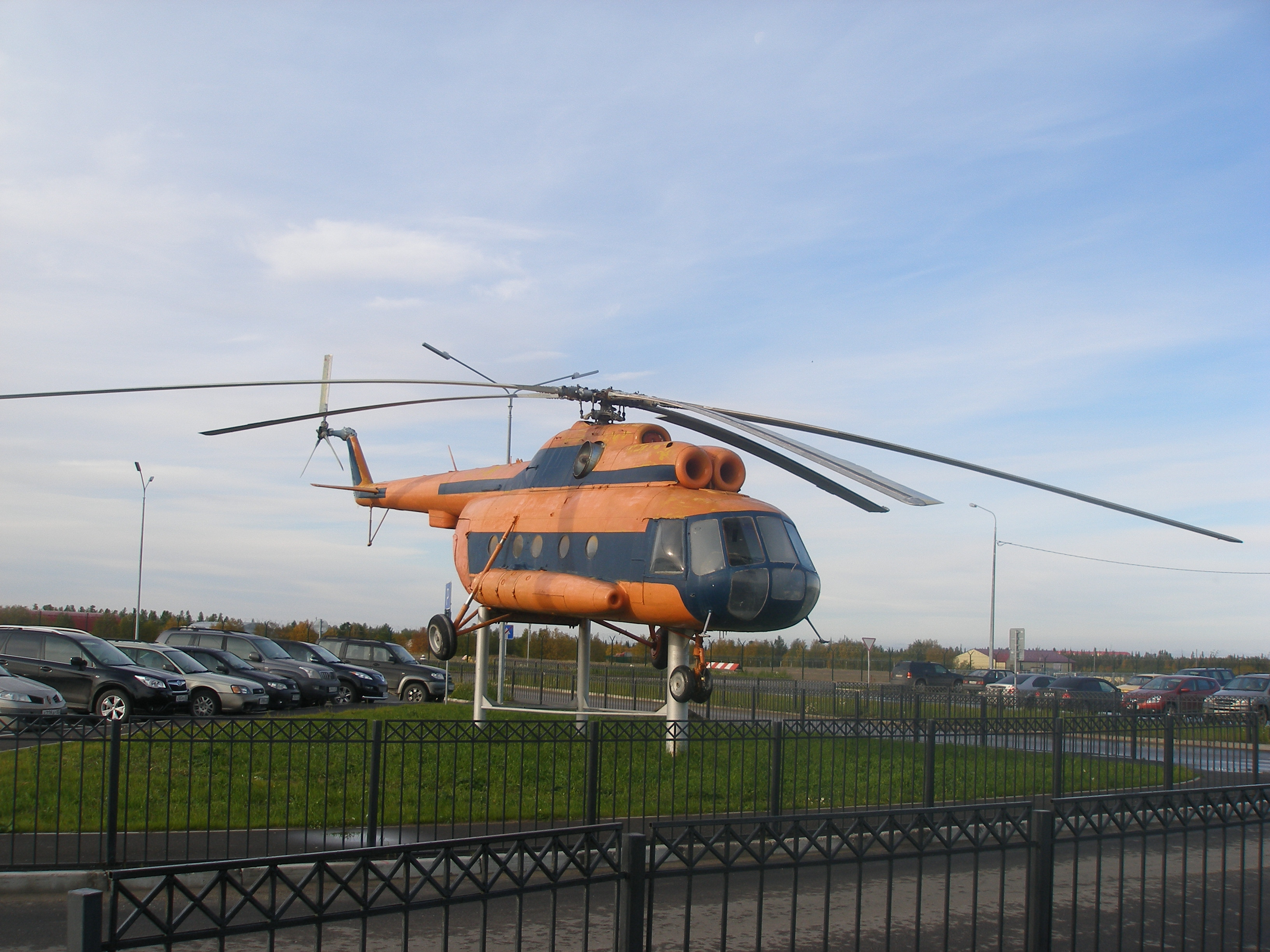
Вертолёт-памятник Ми-8ТВ (RA-25812), установленный в аэропорту Нарьян-Мара в октябре 1997 года

### Опытные
- В-8 — Первый опытный экземпляр с одним ГТД АИ-24В конструкции А. Г. Ивченко. Первый полёт 24 июня 1961 года.
- В-8А — Второй опытный экземпляр с двумя ГТД ТВ2-117.
- В-8АТ — Третий опытный экземпляр.
- В-8АП — Четвёртый опытный экземпляр.

### Пассажирские
- Ми-8П — пассажирский вертолёт на 28 мест. Имеет иллюминаторы прямоугольной формы.
- Ми-8Г
- Ми-8ПА — модификация Ми-8П с двигателями ГТД ТВ2-117Ф.
- Ми-8ПС — пассажирский вертолёт с салоном повышенного комфорта: два больших кожаных кресла возле стола, диван, на столе — телефонный аппарат; предусмотрены небольшой буфет, гардеробный отсек и туалет, увеличенные иллюминаторы прямоугольной формы, а также дверь-трап.
- Ми-8ТП — пассажирский вертолёт, построенный по заказу Министерства обороны специально для перевозки международных инспекторских групп по контролю за мероприятиями по ограничению вооружений. Имеет более чем скромный салон, по сравнению с Ми-8ПС, мощную связную станцию с выпускаемой в полёте тросовой антенной и рабочим местом оператора данной станции. Находилось оно за правым лётчиком между перегородками кабины пилотов и пассажирским отсеком. Выпускалась машина на Улан-Удэнском заводе.
- Ми-172 — вертолёт, созданный на конструктивной основе многоцелевого вертолёта Ми-8МТВ-1. На начало 2017 года является единственным вертолётом из семейства Ми-8, сертифицированным для коммерческой перевозки пассажиров.

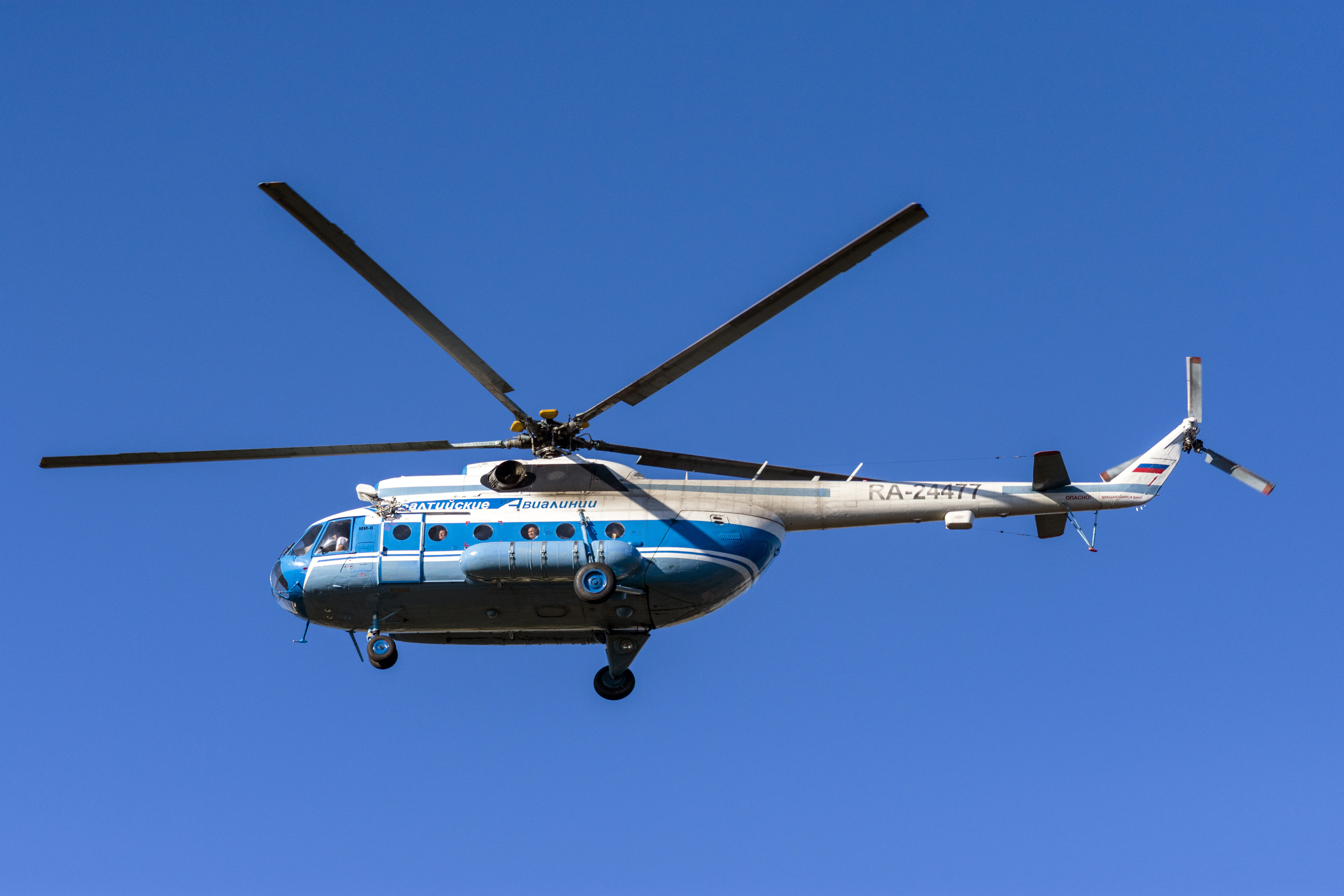
Пассажирский вертолёт Ми-8 в небе над Петербургом

### Транспортные
- Ми-8Т — транспортный вертолёт.
- Ми-8ТС — экспортный вариант Ми-8Т для САВВС, доработанный для условий сухого климата.

### Многоцелевые
- Ми-8ТБ

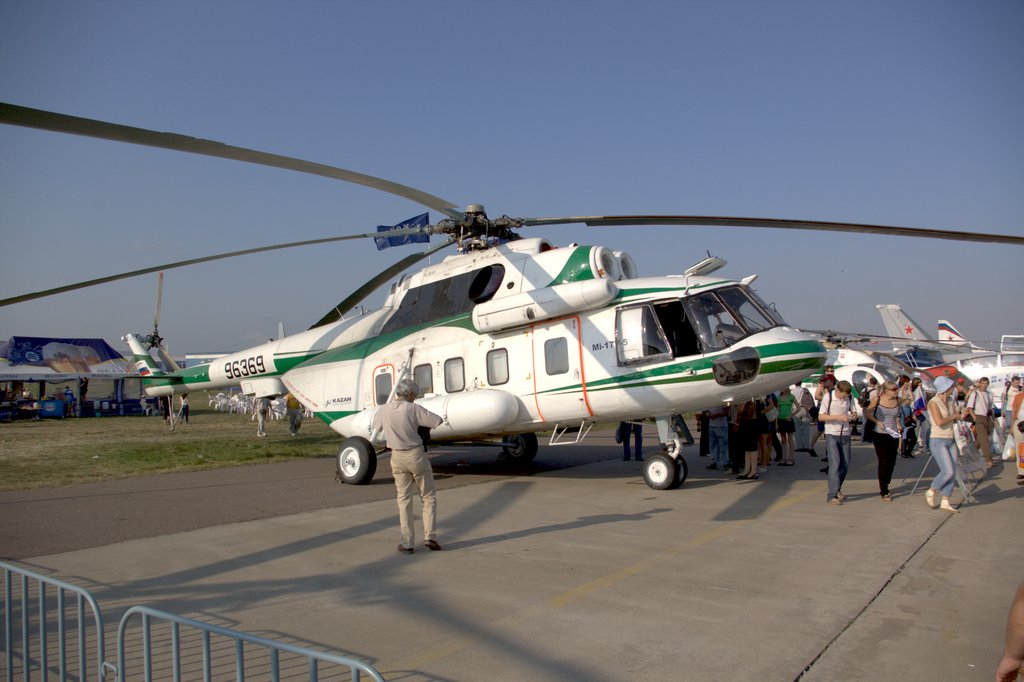
Ми-17В-5 Казанского вертолётного завода

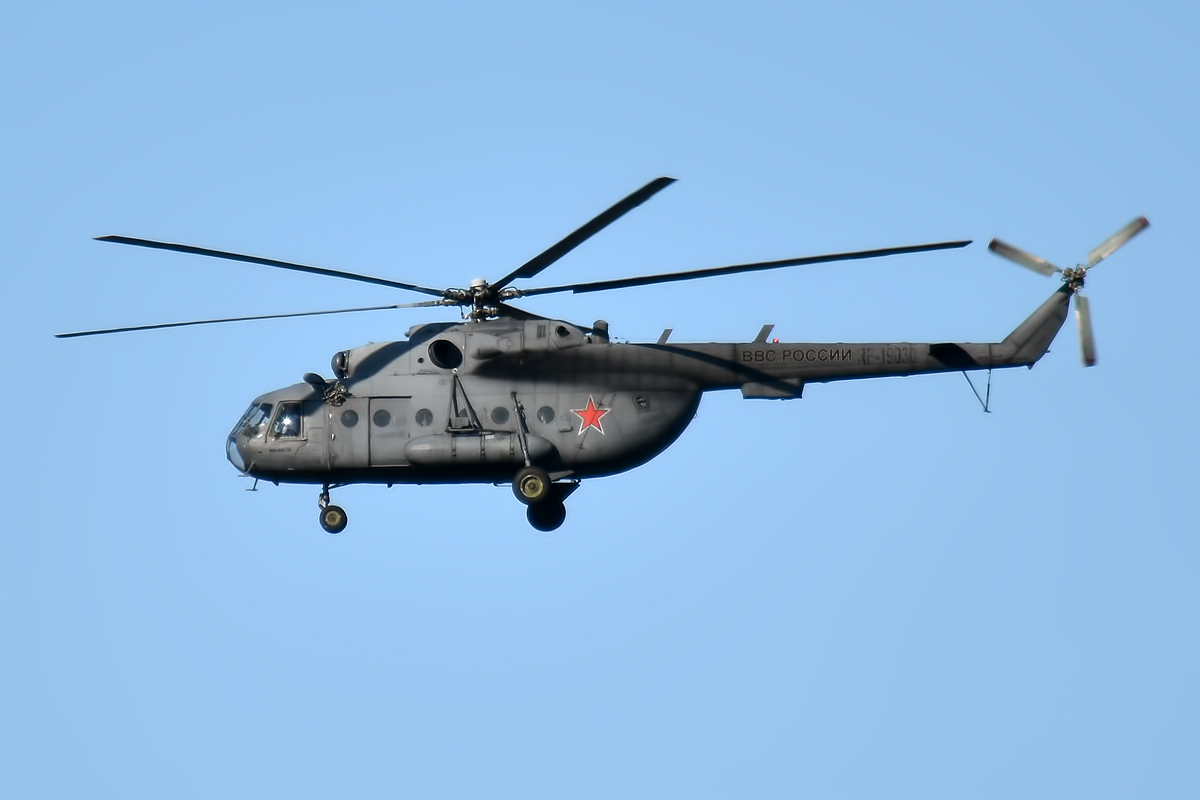
Ми-8МТВ ВКС России

- Ми-8ТВ — «Транспортный, вооружённый». Принят на вооружение Советской Армии в 1968 году. Отличался установкой направляющих для 4 ПТУР 9M14M «Малютка», пулемёта А-12,7, бронированием кабины пилотов, капотов редуктора и двигателей, бронестёклами кабины пилотов (в основном лобовых).
- Ми-8АТ — вертолёт с двигателями ТВ2-117АГ.
- Ми-8АВ — воздушный минный заградитель для сухопутных войск. Устанавливался миноукладчик ВМР-1. Мог устанавливать от 64 (в первых модификациях) до 200 мин.
- Ми-8АД — модификация воздушного минного заградителя для сухопутных войск, предназначенный для постановки малогабаритных неизвлекаемых противопехотных мин.
- Ми-8ТГ — модификация Ми-8П с политопливными ГТД ТВ2-117Г.
- Ми-14 — многоцелевой вертолёт-амфибия. См. также: Модификации Ми-14.
- Ми-8МТ — модификация с двигателями ТВ3-117 от вертолёта Ми-14 с дополнительной газотурбинной установкой АИ-9В и пылезащитным устройством на входе в воздухозаборники, хвостовой винт был перенесён на левый борт. Для борьбы с ракетами типа «земля-воздух» имеются системы рассеивания горячих газов двигателей, отстрела ложных тепловых целей и генерации импульсных ИК-сигналов. В 1979—1988 гг. вертолёт Ми-8МТ принимал участие в военном конфликте в Афганистане.
- Ми-17 — экспортный вариант Ми-8МТ.
- Ми-8МТВ или Ми-8МТВ-1 — модернизированный высотный транспортный вертолёт с двигателями ТВ3-117ВМ, ТВ3-117ВМ серии 02, ВК-2500-03. Динамический потолок увеличен до 6000 м. Разработана в 1985—1987 гг. и запущена в серийное производство в Казани в 1988 году. Имеет только гражданское назначение.
- Ми-17-1В — экспортный вариант Ми-8МТВ-1.
- Ми-8МТВ-2 — модернизированный Ми-8МТВ. Имеет военное назначение. Отличается усиленным бронированием, новым рулевым винтом, повышенной жёсткостью проводки управления, системой беспарашютного десантирования, бортовой стрелой большей грузоподъёмности, составом оборудования. Количество десантников увеличено до 30.
- Ми-8МТВ-3 — доработанный Ми-8МТВ-2. Расширена номенклатура вооружения, число узлов подвески сокращено до 4.
- Ми-8МТО — ночной.
- Ми-8МТКО — вариант со светотехникой, адаптированной к применению пилотажной системы ночного видения.
- Ми-8АМТ (экспортное обозначение — Ми-171Е) — вариант Ми-8МТВ с небольшими изменениями, производимый на Улан-Удэнском авиационном заводе (с 1991 года). Имеются различные модификации: пассажирский. транспортный, поисково-спасательный, VIP-салон и д.р. Имеет только гражданское назначение.
- Ми-171 — модификация вертолёта Ми-8АМТ, имеет сертификат, выданный Межгосударственным авиационным комитетом. Имеет только гражданское назначение.
- Ми-171А1 — модификация вертолёта Ми-8АМТ, соответствующая нормам лётной годности винтокрылых аппаратов США FAR-29. Имеет только гражданское назначение.
- Ми-17КФ — модификация Ми-8МТВ-5 с авионикой фирмы Honeywell. Разработан ОКБ имени Миля совместно с КВЗ по заказу канадской компании Kelowna Flightcraft. Первый полёт 3 августа 1997.
- Ми-18 — удлинённый вариант Ми-8МТ. Серийно не производился.
- Ми-8МСБ — украинская модификация с двигателями ТВ3-117ВМА-СБМ1В 4Е серии, пассажирско-транспортный вариант для гражданской авиации[15].
- Ми-8МСБ-В — украинская модификация с двигателями ТВ3-117ВМА-СБМ1В 4Е серии, для ВВС (принят на вооружение в апреле 2014[16], до конца 2014 года в войска передали 3 шт.[17]) и на экспорт[18].

### Специального назначения

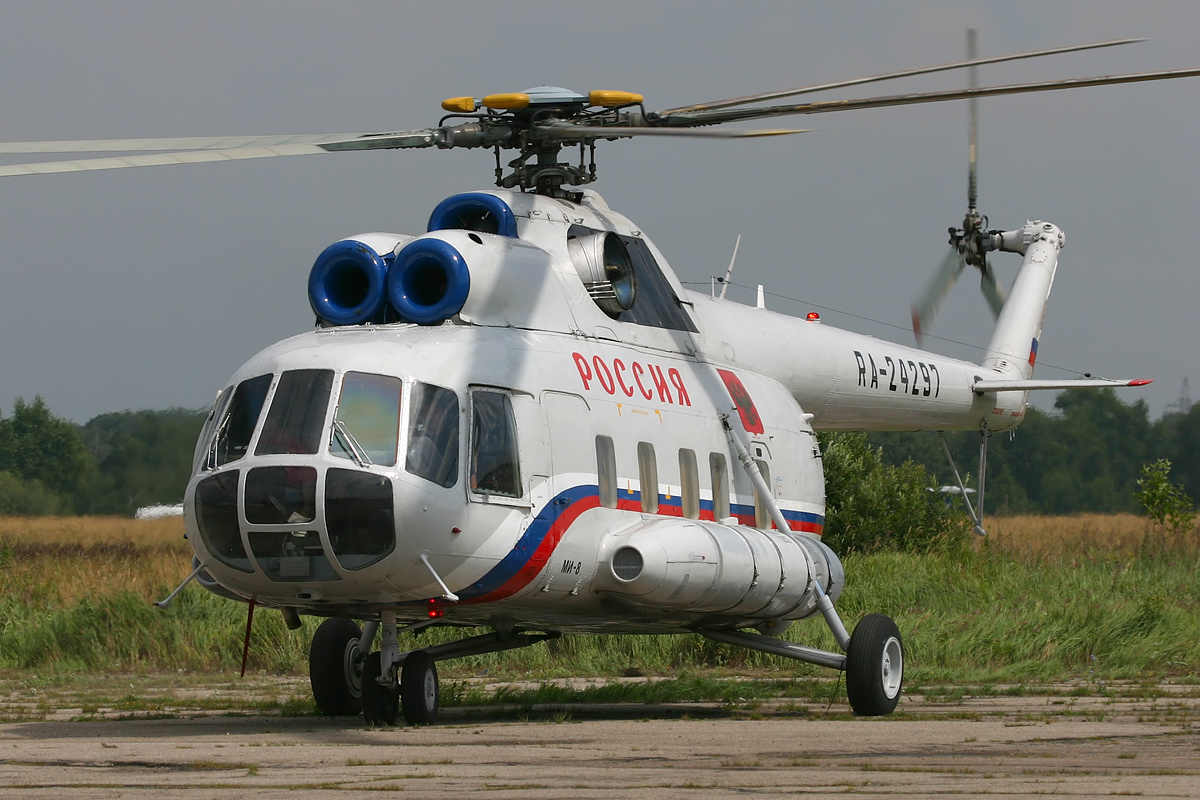
Ми-8ПС-7 Специального лётного отряда «Россия» Управления делами Президента РФ

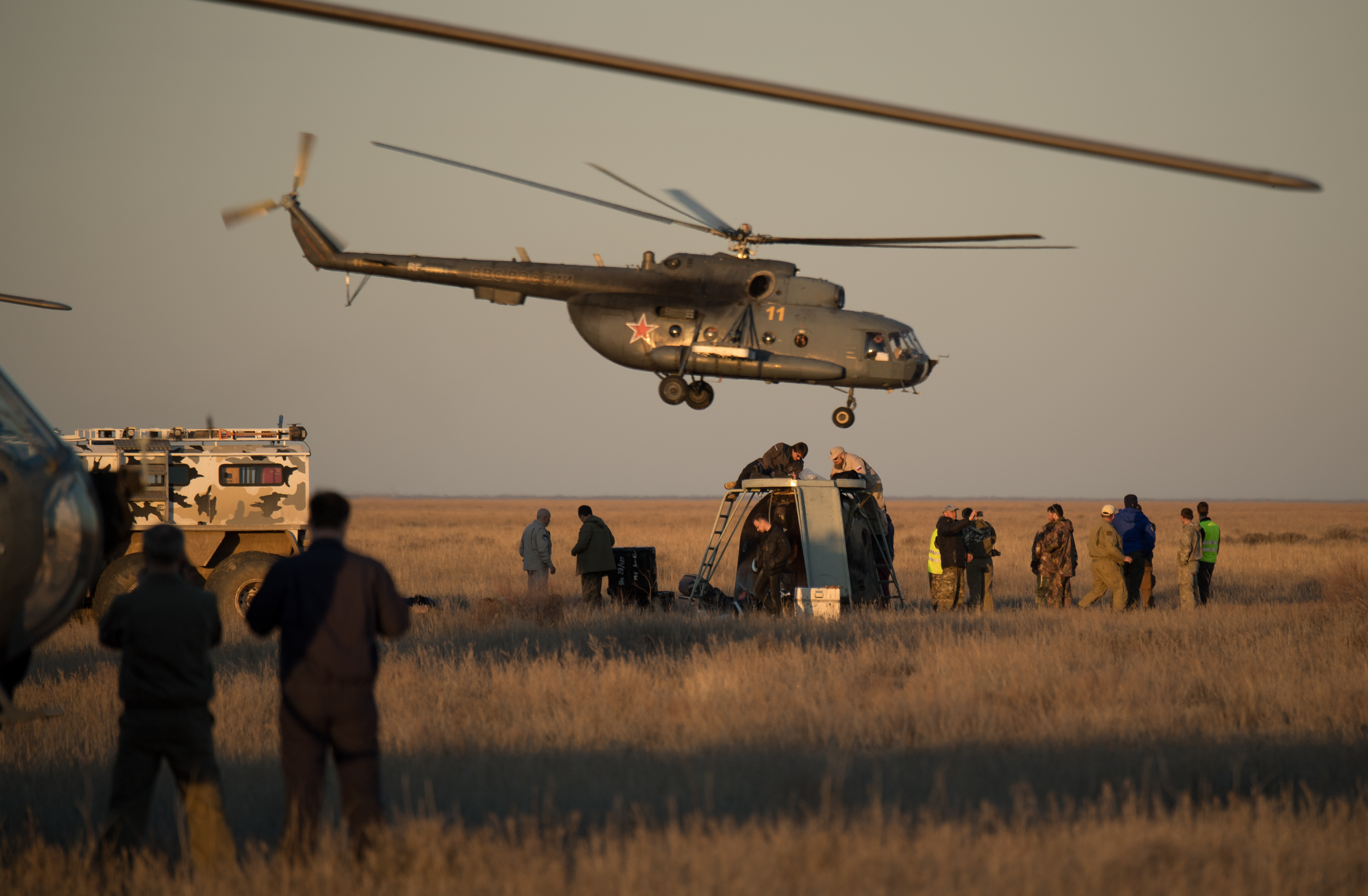
Специальный борт Ми-17, предназначенный для обнаружения спускаемых аппаратов, служба спасения Роскосмоса

- Ми-8ТЭЧ-24 — летающая технико-эксплуатационная часть. Оборудовалась слесарным, электротехническим, контрольно-поверочным и другим оборудованием, используемым в процессе эксплуатации и ремонта вертолётной техники.
- Ми-8ТЗ — заправщик и транспортировщик топлива.
- Ми-8БТ — буксировщик трала.
- Ми-8СП — специальный морской спасательный.
- Ми-8СПА — поисково-спасательный вертолёт для поиска космонавтов и экипажей летательных аппаратов в случае приводнения.
- Ми-8ТЛ — лесопожарная модификация, оснащённая системой массированного сброса воды и водяной пушкой.
- Ми-8С — штабной вертолёт с круглыми иллюминаторами.
- Ми-8ПС — штабной вертолёт с квадратными иллюминаторами.
- Ми-8КП — специальный командный пункт для проведения широкомасштабных комплексных поисково-спасательных операций.
- Ми-8ГР или Ми-8Р — разведчик, предназначенный для визуального наблюдения и фотографирования в прифронтовой полосе.
- Ми-8К — артиллерийский корректировщик.
- Ми-8ТАКР — вертолёт с комплексом телевизионного наблюдения.
- Ми-8ВД — радиационно-химический разведчик.
- Ми-8КС — модификация с комбинированной силовой установкой из турбовальных двигателей, работающих на несущий винт, и тягового турбореактивного.
- Ми-8МТ «Летающий кран» — отличается кабиной оператора крана на месте грузовых створок.
- Ми-8МТ «Метео» — летающая метеостанция. В 1990 году переоборудовано 12 Ми-8МТ.
- Ми-8МТА — вертолёт ближней тактической разведки.
- Ми-8МТС — вертолёт радиационной разведки. Разработан в 1986 году.
- Ми-8МТТ — вертолёт для поиска спускаемых космических аппаратов.
- Ми-8МТЛ — разведчик с возможностью одновременного применения тепловизионной разведки и радиоперехвата с точным определением координат цели.
- Ми-8МТФ — аэрофоторазведчик. Разработан в 1984 году.
- Ми-8МТФ (II) — постановщик дымовых завес. Разработан в 1987 году.
- Ми-8МТЮ — предназначен для обнаружения спускаемых аппаратов, малоразмерных надводных целей, в носу антенна РЛС. Был построен в единственном экземпляре; используется Украинскими ВВС.
- Ми-8АМТ-1 — салон повышенной комфортности (VIP-салон) для правительственного авиаотряда Президента РФ.
- Ми-8АМТШ-ВА — версия для выполнения задач МО РФ в условиях Арктики. Ми-8АМТШ-ВА созданная на основе последней модификации военно-транспортного вертолёта Ми-8АМТШ-В, которая отличается новыми газотурбинными двигателями «Климов» ВК-2500-03, более мощной вспомогательной силовой установкой ТА-14 и обновлённым комплектом авионики[19], дополнительно оборудован системой обогрева основных агрегатов силовой установки. Для работы над водной поверхностью вертолёт оборудован системой кондиционирования морских спасательных костюмов (МСК), в которых работает экипаж.
- Ми-8АМТШ-ВН «Сапсан» — модификация предназначенная для выполнения специальных задач связанных с десантированием и огневой поддержкой десантов, имеет усиленную защиту и вооружение[20][21][22].

#### Воздушные командные пункты

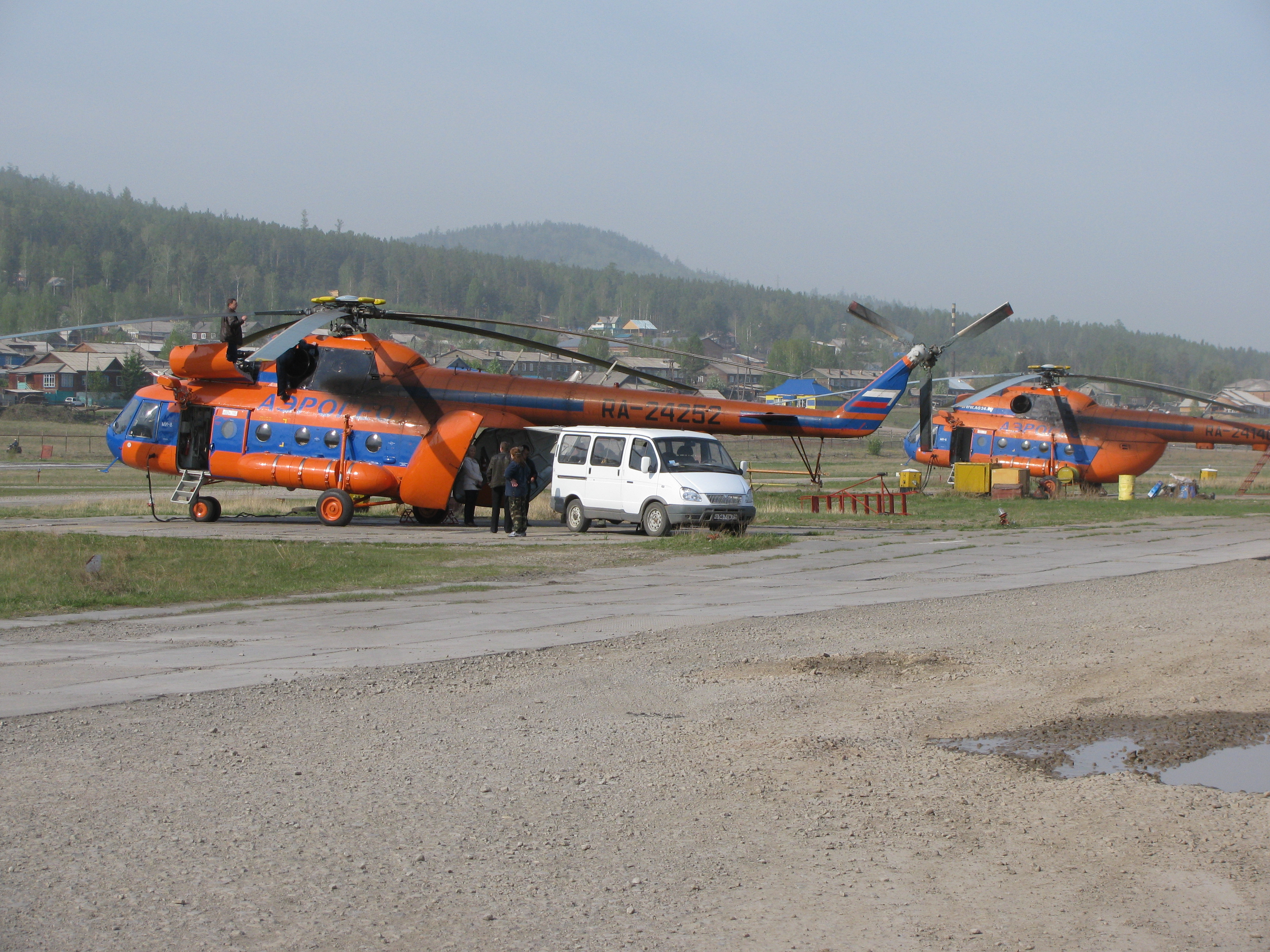
Ми-8Т в аэропорту Богучаны. 2011 год

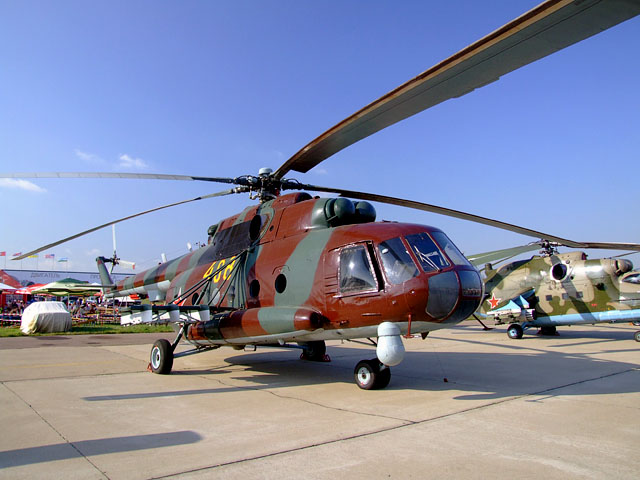
МАКС-2007

- Ми-8ВКП или Ми-8ВзПУ — воздушный командный пункт.
- Ми-8ИВ или Ми-9 — воздушный командный пункт для командиров дивизий, серийная модификация.
- Ми-9 — воздушный командный пункт для командиров мотострелковых и танковых дивизий. Оснащён автоматизированным комплексом связи. Создан в 1977 году на базе Ми-8Т.
- Ми-9Р — воздушный командный пункт для командиров ракетных дивизий РВСН. Оснащён автоматизированным комплексом связи. Создан в 1987 году на базе Ми-8Т.

#### Медицинские
- Ми-8МБ — воздушный госпиталь. Создан на базе Ми-8Т в 1978 году.
- Ми-8МТБ — бронированный воздушный госпиталь. Создан на базе Ми-8МТ.
- Ми-8МТВМ — медицинская модификация Ми-8МТВ.
- Ми-8МТВ-3Г — воздушный госпиталь на базе Ми-8МТВ-3.
- Ми-8МТВ-МПС — медицинский поисково-спасательный вертолёт на базе Ми-8МТВ.
- Ми-8МТД — поисково-спасательный вертолёт. Предназначен для поиска космонавтов и терпящих бедствие экипажей летательных аппаратов.
- Ми-8МТМ — воздушный госпиталь
- Ми-8МТН — вертолёт оказания медицинской помощи космонавтам. Разработан в 1979 году.
- Ми-17Г — экспортный вариант воздушного госпиталя.
- Ми-17-1ВА „Амбулатория“ — экспортный вариант Ми-8МТВ в санитарном варианте. Показан на Парижском авиасалоне в 1989 г., оснащён более мощными двигателями ТВ3-117ВМ.

#### Постановщики помех
- Ми-8СМВ — первая модификация вертолёта Ми-8 в качестве вертолёта РЭБ. Модификация Ми-8СМВ созданная в 1971 году, предназначалась для защиты фронтовой авиации от поражения зенитно-ракетными комплексами противника. В грузовой кабине был установлен вертолётный вариант комплекса радиоэлектронной борьбы „Смальта-В“ („Смальта-3“) с пультом управления, а на борту фюзеляжа смонтированы приёмопередающие антенны.
- Ми-8ПП — вертолёт РЭБ, созданный в 1974 г. По некоторым источникам оборудован комплексом „Поле“, но в 70-80 гг. комплексы РЭБ принято было именовать названиями растений, возможно, этот вариант просто путают с ранними версиями Ми-8ППА. Предназначался для постановки помех наземным РЛС обнаружения, наведения и целеуказания. Размещённые на вертолёте станции подавления позволяли также использовать Ми-8ПП в качестве радиоразведчика. Вертолёт легко отличить по контейнерам и крестообразными дипольными антеннами по бокам фюзеляжа.
- Ми-8ППА — вертолёт РЭБ, оснащённый станциями „Азалия“ и „Фасоль“, по некоторым источникам — доработанная в 1980—1982 гг. версия Ми-8ПП.
- Ми-8МТИ (Ми-13) — постановщик помех.
- Ми-8МТП — постановщик помех на базе Ми-8МТ.
- Ми-8МТПБ — постановщик помех.
- Ми-8МТПИ — постановщик помех.
- Ми-8МТПШ — постановщик помех.
- Ми-8МТПР-1 — постановщик помех на базе Ми-8МТВ-5-1. От серийных Ми-8МТВ-5-1, модификация отличается отсутствием рампы и бронеплит на кабине экипажа, зауженной левой сдвижной дверью и отсутствием части иллюминаторов, дополнительной антенной на хвостовой балке. Вертолёт оборудован комплексом РЭБ „Рычаг-АВ“.
- Ми-8МТД — постановщик помех.
- Ми-8МТР1 — постановщик помех.
- Ми-8МТР2 — постановщик помех.
- Ми-8МТС — постановщик помех.
- Ми-8МТШ1 — постановщик помех.
- Ми-8МТШ2 — постановщик помех.
- Ми-8МТШ3 — постановщик помех.
- Ми-8МТУ — постановщик помех, телевизионная разведка.

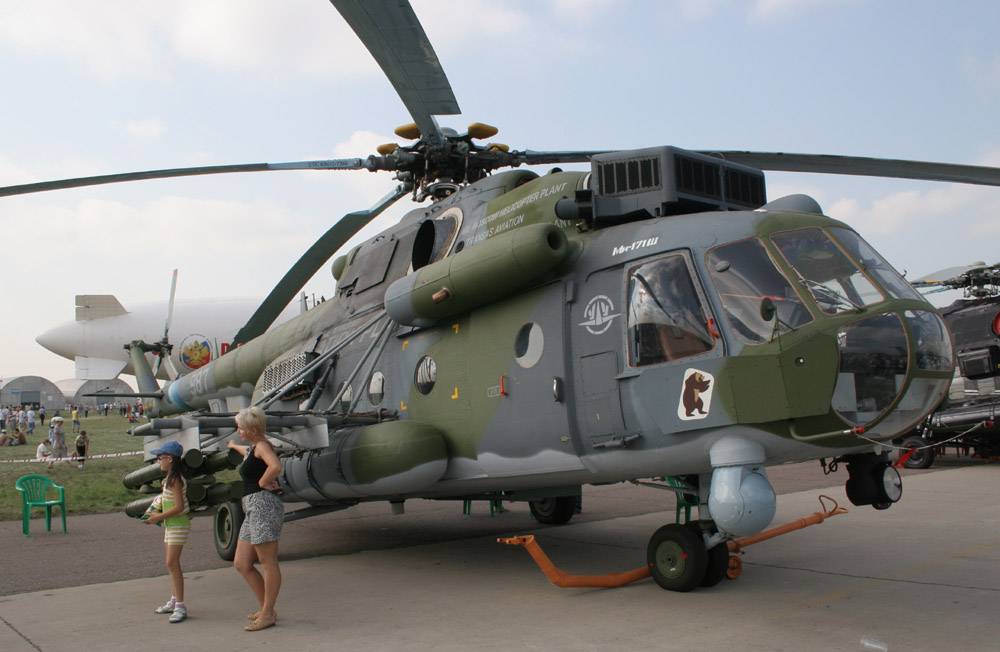
Ми-171Ш на авиасалоне МАКС-2007

- Ми-8МТЯ — постановщик помех.
- Ми-8МТ-1С — постановщик помех.

#### Сельскохозяйственные
- Ми-8АТС — сельскохозяйственный вариант с устройствами распыления удобрений. Создан на базе Ми-8Т.
- Ми-8МТСх — сельскохозяйственный вертолёт. Создан на базе Ми-8МТ.

### Военно-транспортные
- Ми-8АМТШ (экспортное обозначение — Ми-171Ш) и Ми-8МТВ-5 (экспортное обозначение — Ми-17В-5) — современные многоцелевые военно-транспортные вертолёты, предназначенные для перевозки личного состава, а также груза внутри кабины и на внешней подвеске. Могут оснащаться комплектом вооружения, эквивалентным Ми-24, комплексом броневой защиты экипажа и адаптироваться под применение техники ночного видения. Эти вертолёты созданы с учётом всестороннего анализа опыта применения российской вертолётной техники в боевых действиях в различных „горячих точках“[23]. 
Позже был разработана модификация Вертолёт транспортно-штурмовой Ми-8 АМТШ «Терминатор»[24] (раннее обозначалась Ми-8АМТШ-ВА) на основе последней  Ми-8АМТШ-В. Он оснащён новыми газотурбинными двигателями ВК-2500-03, более мощной вспомогательной силовой установкой ТА-14 и обновлённой авионикой. Вертолёт создан с учётом специфики применения в условиях низких температур (от минус 40—50 градусов по Цельсию и ниже) и ограниченной видимости при выполнении полётов, в том числе во время полярной ночи. Опытная партия из пяти вертолётов была заказана в феврале 2014 года; тогда же военные заявили, что общая их потребность в «Терминаторах» может достичь 100 единиц[25].

Защита: ЭВУ, бронеплиты стальные, автомат выброса ЛЦ, постановщик помех, защищённые топливные баки.
Возможности: спуск на лебёдке до 4 человек одновременно, рампа, поисковый ИК-прожектор, ИК-камера, очки ночного видения.
Вооружение: до двух 7,62-мм пулемётов в носовой и кормовой установках, два 12,7-мм пулемёта, до двух управляемых пушечных контейнеров с 23-мм пушками ГШ-23Л, С-8 ракеты в блоках, Штурм-В или ПТУР Атака (до восьми штук), Игла-С или 4 250-кг бомбы.
- Ми-8АМТШ-1 — модификация Ми-8АМТШ, оснащённая комплексом вооружения в сочетании с салоном повышенной комфортности (VIP-салон)
- Ми-8АМТШ-ВН — модификация для спецназа.
- Ми-8МНП-2 — модификация Ми-8АМТШ для Пограничной службы РФ. Переоборудовано 6 вертолётов.

## Технические характеристики
|                                          | В-8            | Ми-8П          | Ми-8Т          | Ми-8МТ (Ми-17) | Ми-18          | Ми-8МТВ-1 (Ми-17-1В) | Ми-8АМТ (Ми-171) | Ми-172         | МСБ-8                   | Ми-171А2                                           |
| ---------------------------------------- | -------------- | -------------- | -------------- | -------------- | -------------- | -------------------- | ---------------- | -------------- | ----------------------- | -------------------------------------------------- |
| Год постройки                            | 1961           | 1965           | 1965           | 1975           | 1980           | 1987                 | 1991             | 1991           | проект                  | 2014                                               |
| Экипаж                                   | 3 человека     | 3 человека     | 3 человека     | 3 человека     | 3 человека     | 3 человека           | 3 человека       | 2 человека     | 2 человека              | 2 человека                                         |
| Число пассажиров (десантников)           | 18 человек     | 28 человек     | 24 человека    | 24 человека    | 30 человек     | 24 человека          | 27 человек       | 26 человек     | 24 человека             | 20 человек                                         |
| Длина (с вращ. винтами)                  |                | 25,31 м        | 25,31 м        | 25,31 м        | 25,31 м        | 25,31 м              | 25,31 м          | 25,31 м        | 25,31 м                 | 25,31 м                                            |
| Высота (с вращ. рулевым винтом)          |                | 5,54 м         | 5,54 м         | 5,54 м         | 5,54 м         | 5,54 м               | 5,54 м           | 5,54 м         | 5,54 м                  | 5,54 м                                             |
| Диаметр несущего винта                   | 21 м           | 21,3 м         | 21,3 м         | 21,3 м         | 21,3 м         | 21,3 м               | 21,3 м           | 21,3 м         | 21,3 м                  | 21,3 м                                             |
| Масса пустого                            | 5726 кг        | 7000 кг        | 6934 кг        | 7200 кг        | 7550 кг        | 7381 кг              | 6913 кг          | 7514 кг        |                         |                                                    |
| Нормальная взлётная масса                | —              | 11 570 кг      | 11 100 кг      | 11 100 кг      | 11 500 кг      | 11 100 кг            | 11 100 кг        | 11 878 кг      | 11 100 кг               | 11 100 кг                                          |
| Максимальная взлётная масса              | —              | 12 000 кг      | 12 000 кг      | 13 000 кг      | 13 000 кг      | 13 000 кг            | 13 000 кг        | н/д            | 12 500 кг               | 13 000 кг 13 500 кг при работе с внешней подвеской |
| Двигатели                                | 1 × АИ-24В     | 2 × ТВ2-117    | 2 × ТВ2-117    | 2 × ТВ3-117МТ  | 2 × ТВ3-117МТ  | 2 × ТВ3-117ВМ        | 2 × ТВ3-117ВМ    | 2 × ТВ3-117ВМ  | 2 × ТВ3-117ВМА-СБМ1В 4Е | 2 × ГТД Климов ВК-2500ПС-03                        |
| Мощность двигателей (на взлётном режиме) | 1 × 1900 л. с. | 2 × 1500 л. с. | 2 × 1500 л. с. | 2 × 1900 л. с. | 2 × 1900 л. с. | 2 × 2000 л. с.       | 2 × 2000 л. с.   | 2 × 2000 л. с. | 2 × 1500 л. с.          | 2 × 2500 л. с.                                     |
| Максимальная скорость                    | —              | 250 км/ч       | 260 км/ч       | 250 км/ч       | 270 км/ч       | 250 км/ч             | 250 км/ч         | 250 км/ч       | 260 км/ч                | 280 км/ч                                           |
| Крейсерская скорость                     | —              | 225 км/ч       | 225 км/ч       | 220 км/ч       | 240 км/ч       | 230 км/ч             | 230 км/ч         | 230 км/ч       | 225 км/ч                | 260 км/ч                                           |
| Динамический потолок                     | —              | 4200 м         | 4500 м         | 5000 м         | 5550 м         | 6000 м               | 6000 м           | 6000 м         | 9150 м                  | 6000 м                                             |
| Практическая дальность                   | н/д            | 425 км         | 480 км         | 520 км         | 580 км         | 590 км               | 590 км           | 715 км         | 885 км                  | 800 км                                             |

- Дальность полёта, км:
- при дополнительных топливных баках — 1300[27]
  - при максимальном запасе авиатоплива — 800
  - при максимальной загрузке — 550
- Расход авиатоплива, т/час — 0,72

## Сравнение современных гражданских вертолётов КБ Камова и Миля
|                                           | Ка-226            | Ка-62                         | Ка-32          | Ми-171/Ми-8АМТ        | Ми-38        |
| ----------------------------------------- | ----------------- | ----------------------------- | -------------- | --------------------- | ------------ |
| Экипаж                                    | 1-2               | 1-2                           | 2              | 3                     | 2            |
| Пассажировместимость (чел)                | 4-7               | 15                            | 13             | 26                    | 30           |
| Грузоподъёмность/ на внешней подвеске, кг | 1000              | 2200/2500                     | 3000/5000      | 4000                  | 5000         |
| Максимальная взлётная масса, кг           | 3400              | 6500/6800                     | 11000/12000    | 12 000                | 15 600       |
| Силовая установка                         | ГТ 2 × Arrius 2G1 | 2 × ТВаД Turboméca Ardiden 3G | 2 × ТВ3-117ВМА | 2 × ТВ3-117 (ВК-2500) | 2 × ТВ7-117В |
| Мощность двигателей, кВт                  | 2 × 426           | 2 × 1177                      | 2 × 1617       | 2 × 1470              | 2 × 2061     |
| Крейсерская скорость, км/ч                | 195               | 290                           | 220            | 225                   | 260-280      |
| Практическая/перегоночная дальность, км   | 600               | 720                           | 860            | 610                   | 820/1350     |
| Статический/Динамический потолок, м       | 4100/5700         | 3200/6100                     | 3500/6000      | 3900/5000             | 5250/6300    |

## Боевое применение

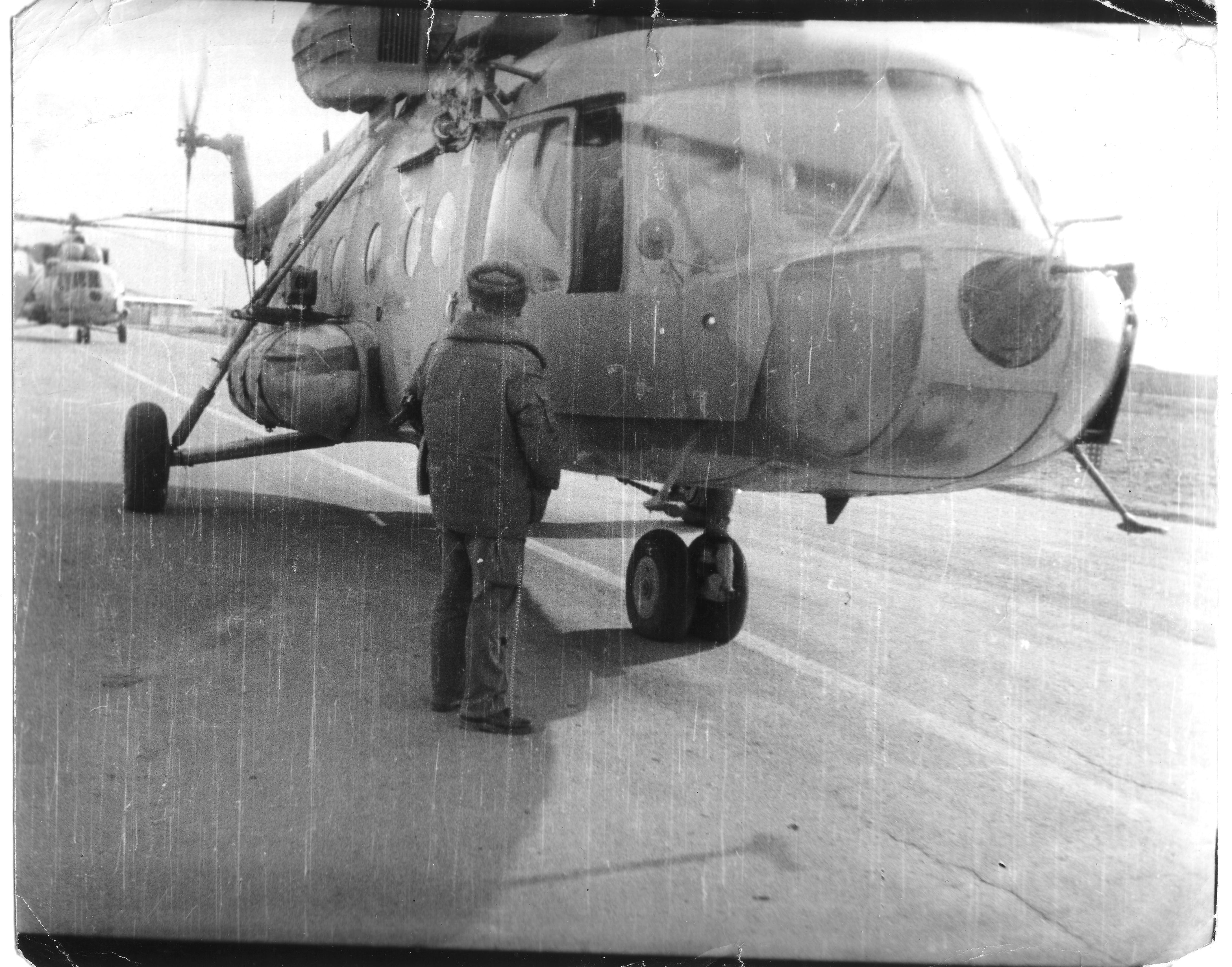
Ми-8Т в Кабуле во время Афганской войны

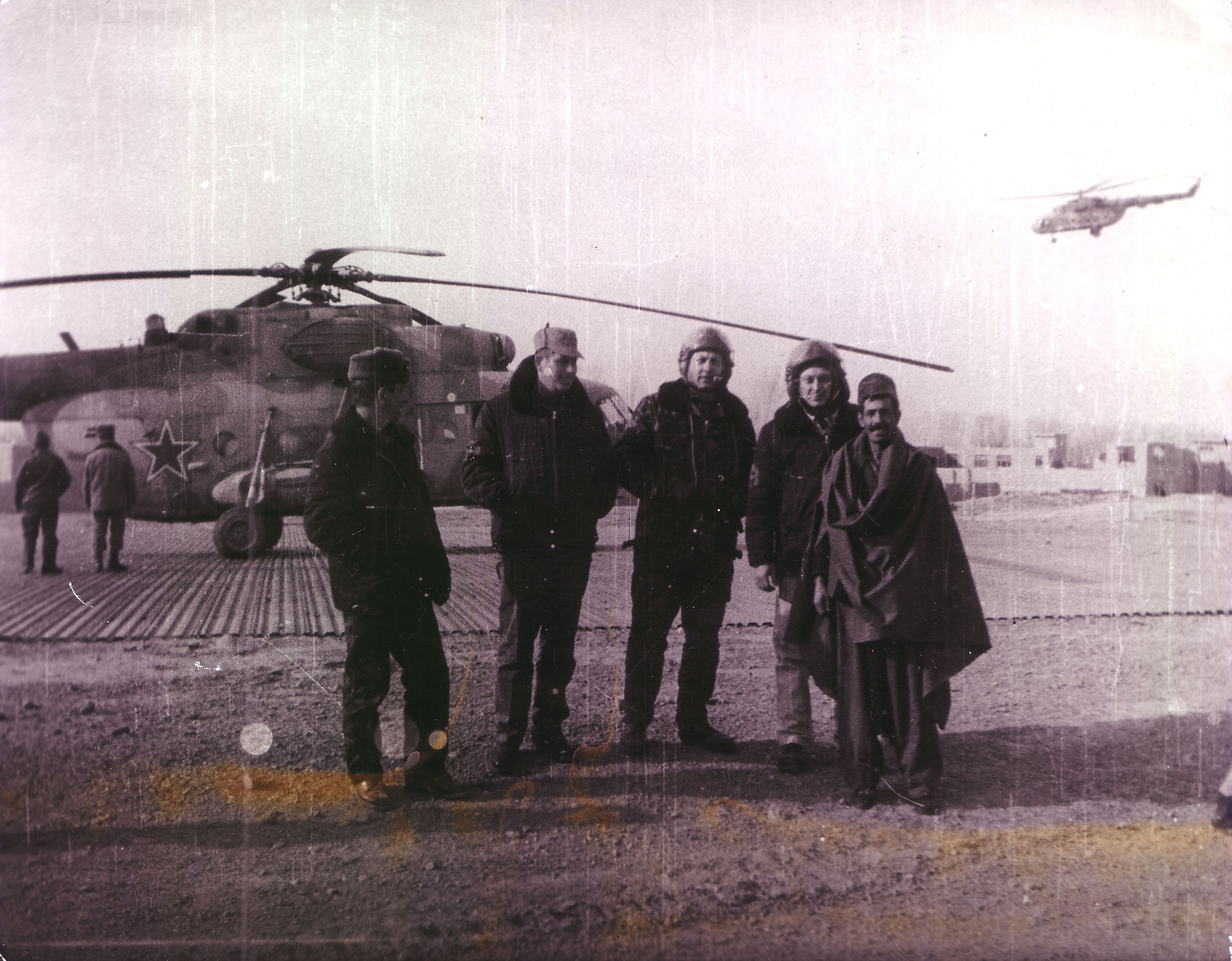
Ведущий и ведомый Ми-8МТ во время Афганской войны

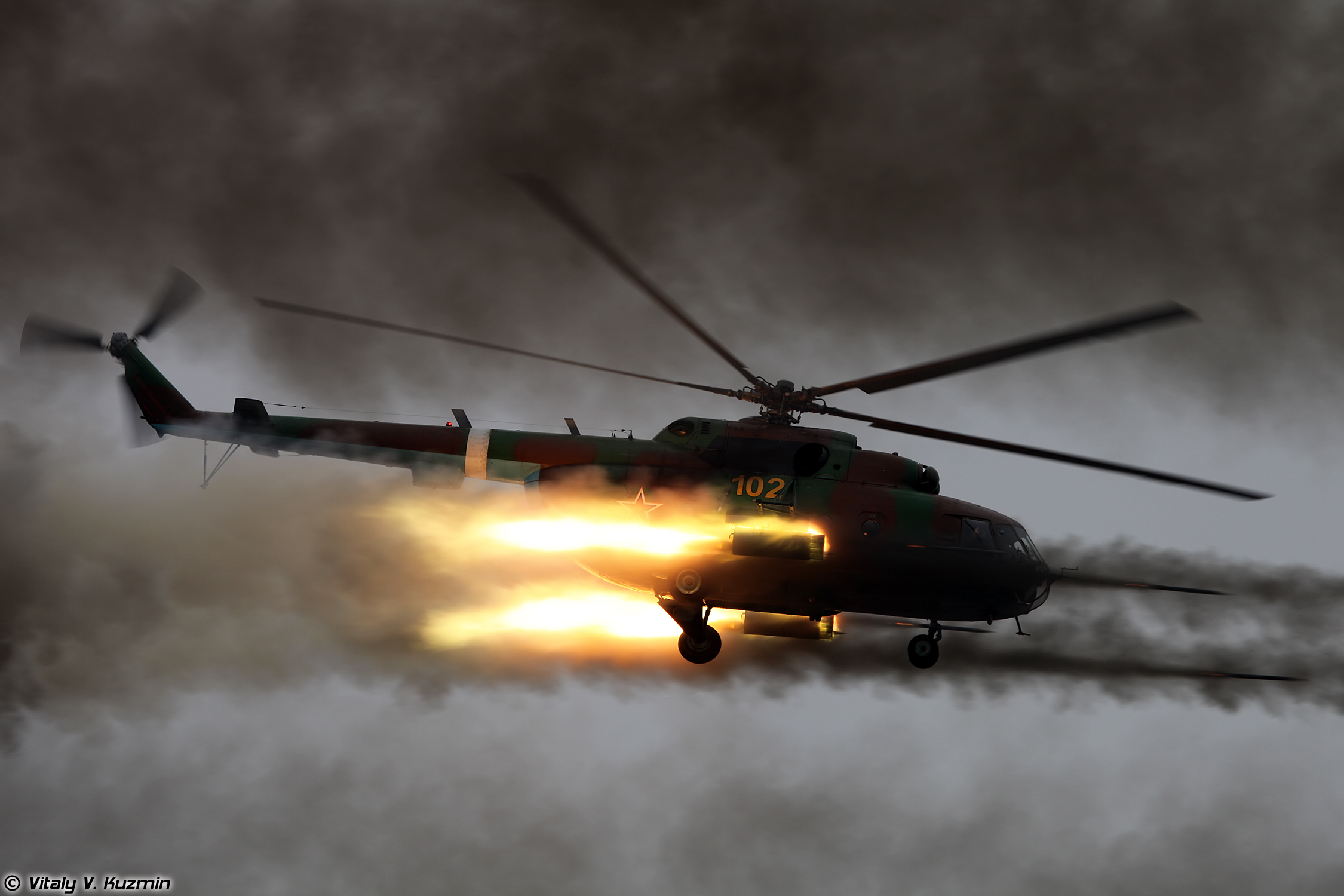
Ведение огня блоками неуправляемых ракет С-8

- Шестидневная война (1967) — по крайней мере три египетских Ми-8 уничтожены израильской авиацией на аэродромах[28].
- Война Судного дня (1973) — очень активно использовались Египтом и Сирией в десантных операциях. Группы по несколько вертолётов сбрасывали коммандос в израильском тылу. Вооружение египетских коммандос включало винтовки M16, АКМ и гранатомёты РПГ-7. 6 октября группа сирийских коммандос, сброшенная с четырёх Ми-8 захватила гору Хермон (при этом один вертолёт был потерян). Утром 7 октября одна рота 183-го батальона египетских коммандос смогла два раза остановить наступление 217-й бронетанковой бригады Израиля[29]. Во время выдвижения на линию фронта израильской 600-й танковой бригады, танки одного из её батальонов были расстреляны египетскими коммандос, не успев разгрузиться с грузовиков-тягачей[30]. Израильские истребители «Фантом» перехватили множество египетских Ми-8 с десантом, сбив 14 вертолётов только за первый день войны[31].
- Эфиопо-сомалийская война (1977—1978)
- Война в Ливане — использовались сирийской армией. 21 апреля 1981 года десант с двух Ми-8 захватил у фалангистов вершину горы Джабаль-Саннин, при этом серьёзно потеснив вражеские отряды. 27 апреля десант с пары Ми-8 захватил старый французский форт в этом районе. По некоторым данным, 28 апреля два Ми-8 были сбиты израильскими истребителями F-16 (по другим данным был сбит лишь один из двух атакованных Ми-8ТС, его экипаж 4 человека погиб) и ещё три в июне 1982 года (по другим данным сирийские Ми-8 летом 1982 года в зоне боевых действий не использовались вообще и никаких потерь не понесли). Таким образом боевые потери сирийских Ми-8 в Ливане составили 1 или 5 вертолётов, ещё один вертолёт пострадал в аварии 19 декабря 1981 года[32]. После лета 1982 года в Сирию был отправлен советский 100-й отдельный вертолётный отряд РЭБ в составе 4 Ми-8ППА и 4 Ми-8СМВ[33].
- Афганская война (1979—1989) — самые большие потери Ми-8 понесли на этой войне. Только советская 40-я армия потеряла 174 вертолёта Ми-8; потери вертолётов пограничных войск, САВО и афганской армии неизвестны[34][35][36].
- Война в Персидском заливе (1990—1991) — десантные Ми-8 активно использовались Ираком во время захвата Кувейта.
- Грузино-абхазская война (1992—1993).
- Ирано-иракская война (1980—1988) — в воздухе иранскими истребителями были сбиты 6 иракских Ми-8. Общие потери иракских вертолётов неизвестны[37][38].
- Война Пакиша (1981) — в конце января 1981 года группа из 240 эквадорских солдат вторглась на территорию Перу. В ходе разгрома этой группировки значительную роль сыграли перуанские Ми-8Т с блоками неуправляемых ракет С-5. 19 февраля при высадке коммандос с пары Ми-8Т был потерян один перуанский Ми-8 (сбит огнём из винтовок FAL), однако десанту со второго вертолёта удалось разгромить эквадорцев[39].
- Карабахский конфликт — применялся обеими сторонами. И Азербайджан, и Армения потеряли от огня противника по три вертолёта Ми-8[40].
- Первая чеченская война (1994—1996) — активно использовались российскими федеральными силами.
- Эфиопо-эритрейская война (1998—2000)
- Вторжение боевиков в Республику Дагестан (1999) — российская армия потеряла не менее трёх Ми-8[41].
- Каргильская война (1999)
- Операция НАТО против Югославии (1999) — В 1999 году сербский Ми-8 сбил из пулемёта американский БПЛА «Хантер». В 2000 году Ми-8 сбили ещё один БПЛА[42][43].
- Вторая чеченская война (1999) — 13 декабря 1999 года в районе «волчьих ворот» вертолёт Ми-8 майора Владимира Алимова под шквальным огнём крупнокалиберных пулемётов и стрелкового оружия спас жизнь 38 окружённым солдатам и офицерам. По возвращении в Моздок в перегруженном вертолёте насчитали около 90 пробоин. За свои действия В. Алимов был награждён звездой Героя России[44]. По данным газеты Коммерсантъ, до осени 2004 года федеральные силы потеряли 30 вертолётов Ми-8[45]. В сбитых Ми-8 погибли несколько российских генералов (А. Поздняков, П. Варфоломеев, М. Рудченко, Н. Гаридов).

- Война в Афганистане (с 2001)
- Иракская война

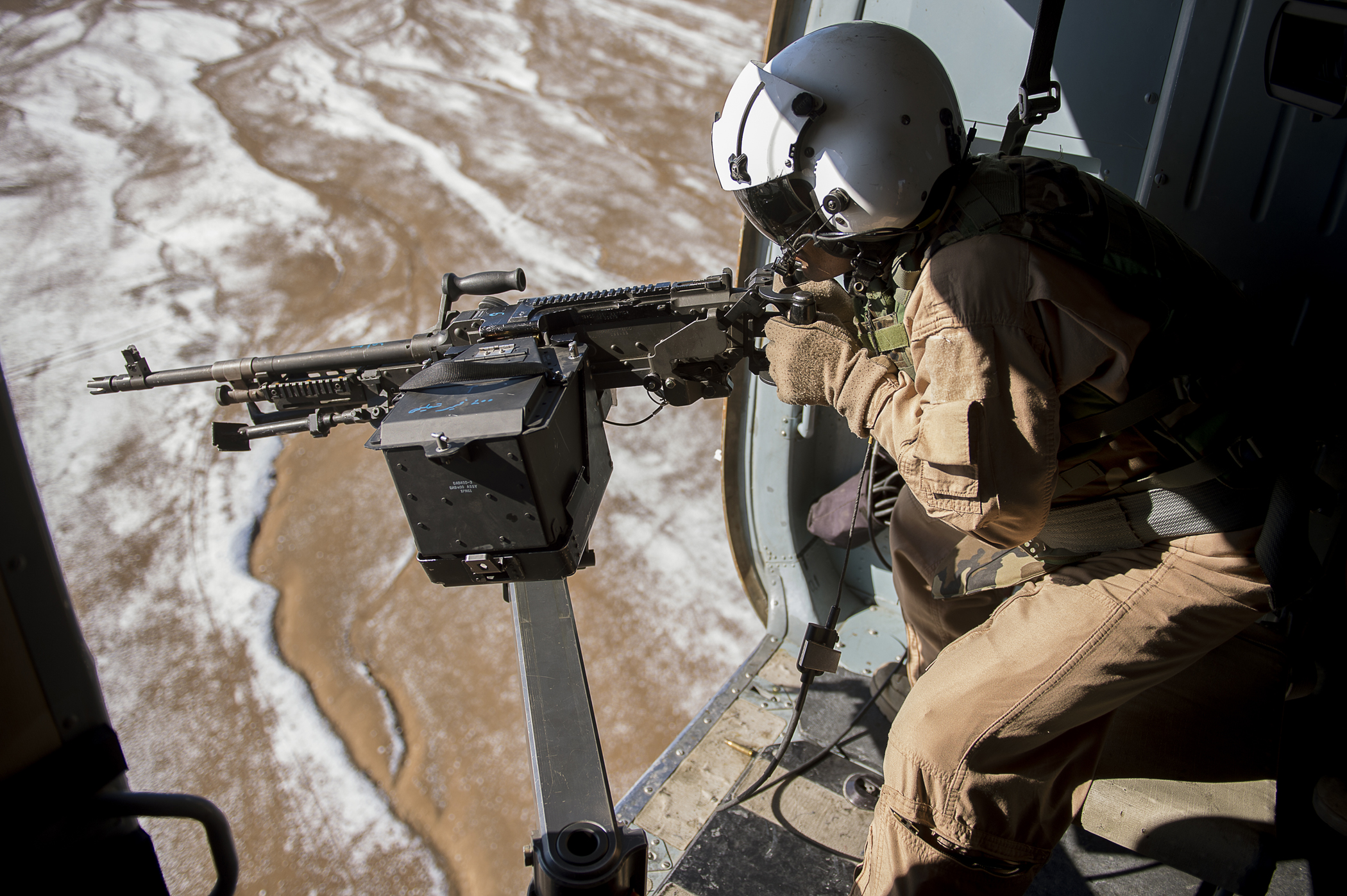
Бортовой стрелок 7,62-мм пулемёта M240, установленного на легкосъёмной шкворневой установке в дверном проёме вертолёта Ми-17 Национального воздушного корпуса Афганистана (Кабул, 2012 год)

- Операция Бутана против ассамского сопротивления 2003
- Война в Грузии (2008)
- Гражданская война в Сирии (с 2011) и Военная операция России в Сирии (с 2015) — 4 Ми-8АМТШ-В ВС РФ было развёрнуто в Сирии в 2015 году. В ходе операции один Ми-8АМТШ-В уничтожен боевиками при помощи ракеты TOW на земле при спасательных действиях на месте падения Су-24М, сбитого Турцией 24 ноября 2015[46]. 1 августа 2016 года в сирийской провинции Идлиб был сбит вертолёт Ми-8АМТШ, возвращавшийся на авиабазу Хмеймим после доставки гуманитарной помощи в город Алеппо. Судя по многочисленным фотографиям обломков, опубликованным в сети, речь идёт о машине RF-95585 (бортовой номер «212 жёлтый»), до начала сирийской кампании сфотографированной в расположении 562-й авиабазы армейской авиации в Толмачёво (под Новосибирском). На борту, по данным военного ведомства, находились три члена экипажа и двое офицеров российского Центра примирения враждующих сторон в Сирии. Все они погибли[47][неавторитетный источник]. Сирийские Ми-8 несли большие потери в ходе войны, только до конца 2013 года было сбито или уничтожено на земле более 60 Ми-8/17[48].

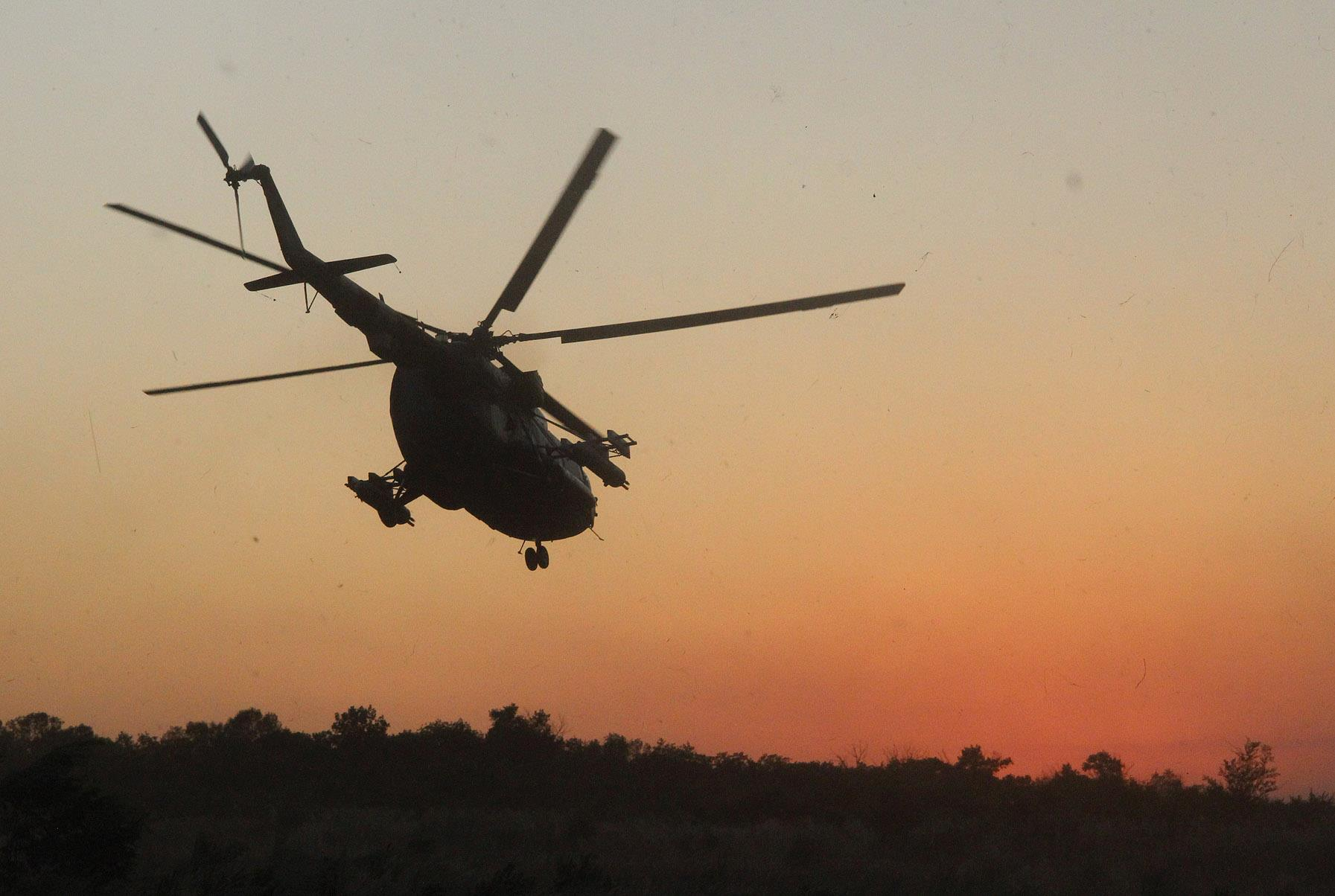
Украинский Ми-8 во время Войны на востоке Украины, 2016 год

- Война на Донбассе (2014—2022) — основным задание Ми-8 в этом конфликте были спасательные операции. Использовались разные модификации Вооружённых Сил Украины. Были задействованы в обороне Краматорского аэродрома, где один вертолёт был уничтожен на земле. Также Ми-8 участвовали в штурме Донецкого аэропорта, где спецназ десантировался с их помощью под прикрытием Ми-24. Фактически, до августа, когда активные боевые действия завершились, вертолеты Ми-8 и Ми-24 использовались очень активно, некоторые экипажи выполняли по 5-6 вылетов в день. Штурм Славянска — это целиком артиллерия и авиация. Приграничные бои — обеспечение группировки, находящейся под границей, какое-то время велось исключительно вертолётами. В ходе войны на Донбассе было потеряно 5 Ми-8, на основе полученного опыта у Ми-8 стали дополнительно бронировать кабины и устанавливать новые системы для борьбы с ПЗРК (современные тепловые ловушки и систему отвода ракет «АДРОС»). В одном из интервью украинского пилота (2021 год) он заявил, что последний раз эксплуатировал Ми-24 в 2019 году, а опыт поддерживают, летая на Ми-8 и Ми-2.[49]
- Вторжение России на Украину (с 24.02.2022) — Ми-8АМТШ использовались российской стороной при высадке десанта в аэропорту "Антонов", где была повреждена и позже подорвана 1 машина. Ночью с 7 на 8 мая 2022 года на острове Змеиный, ударом с БПЛА Bayraktar TB2, был уничтожен российский Ми-8 во время высадки десанта[50][51][52]. В ходе боёв за Мариуполь было сбито по меньшей мере 3 украинских Ми-8 (при 8 совершённых вылетах)[53]. 13 мая 2023 года были сбиты 2 российских Ми-8, один из которых Ми-8МТПР-1, в Брянской области на границе с Украиной[54][55]. В августе 2023 года российский лëтчик Максим Кузьминов угнал вертолёт Ми-8АМТШ на Украину[56][57]. Обеими сторонами Ми-8 и его модификации активно используются при эвакуации раненых с поля боя. 29 августа 2023 года в Донецкой области разбились сразу два вертолета Ми-8 Украины. В результате погибло 6 пилотов[58]. 31 июля 2024 года в районе Донецка в тыловой зоне был сбит российский Ми-8, вероятно, с помощью дрона[59]. В марте 2025 года в Белгородской области огнем РСЗО M142 HIMARS были уничтожены среди прочих боевых вертолетов 2 российских Ми-8[60].

## Эксплуатанты

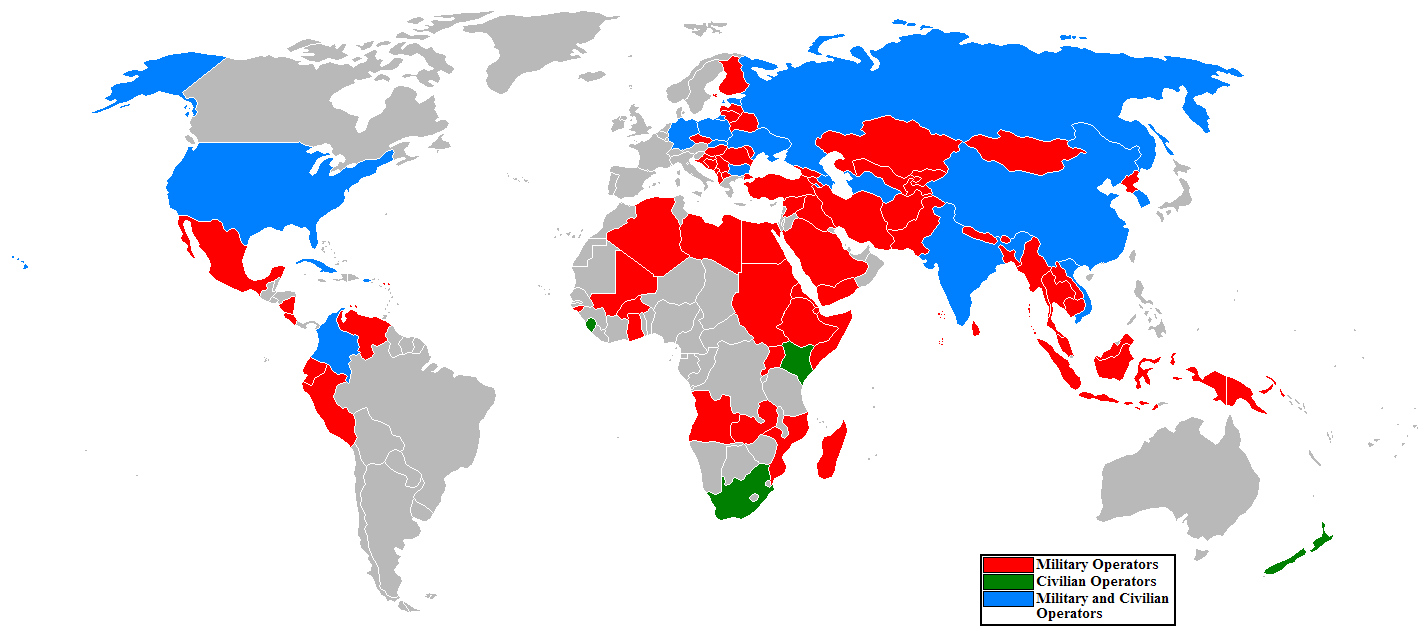
Страны пользователи вертолёта Ми-8
— Военные пользователи
— Гражданские пользователи
— Военные и гражданские пользователи

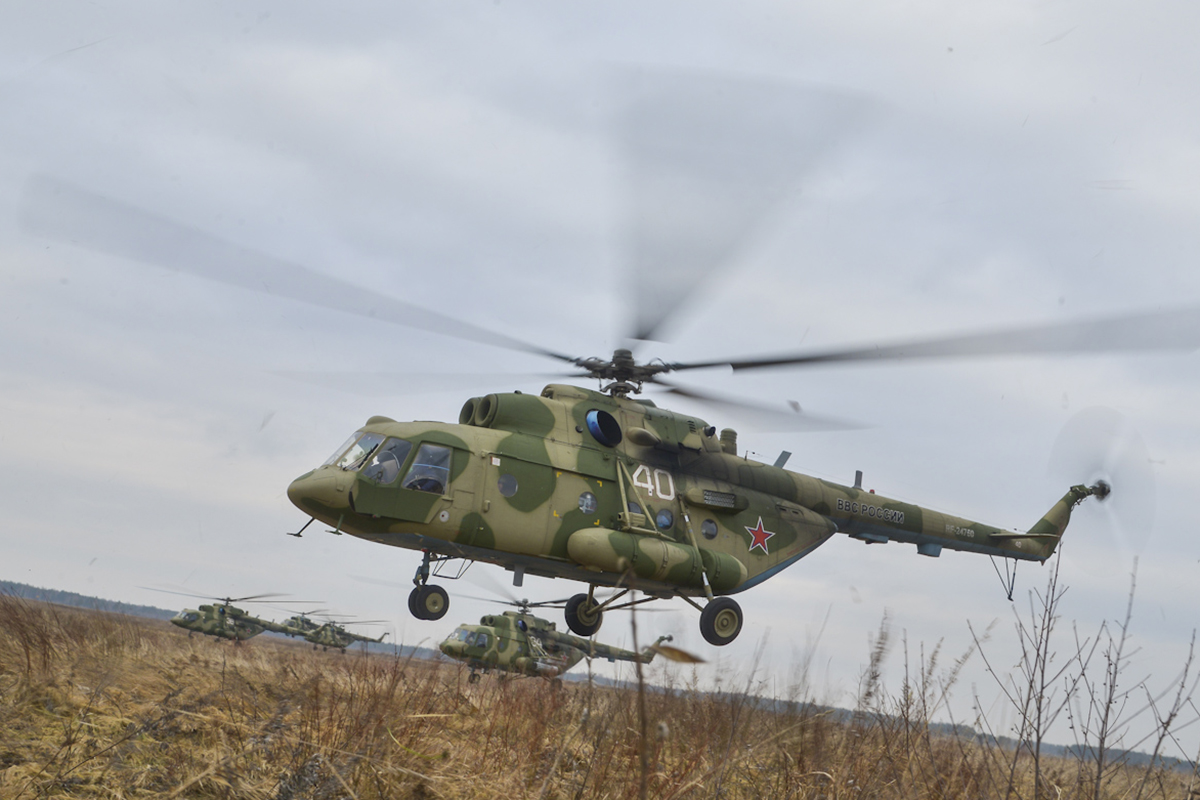
ВКС России. Высадка десанта в Псковской области

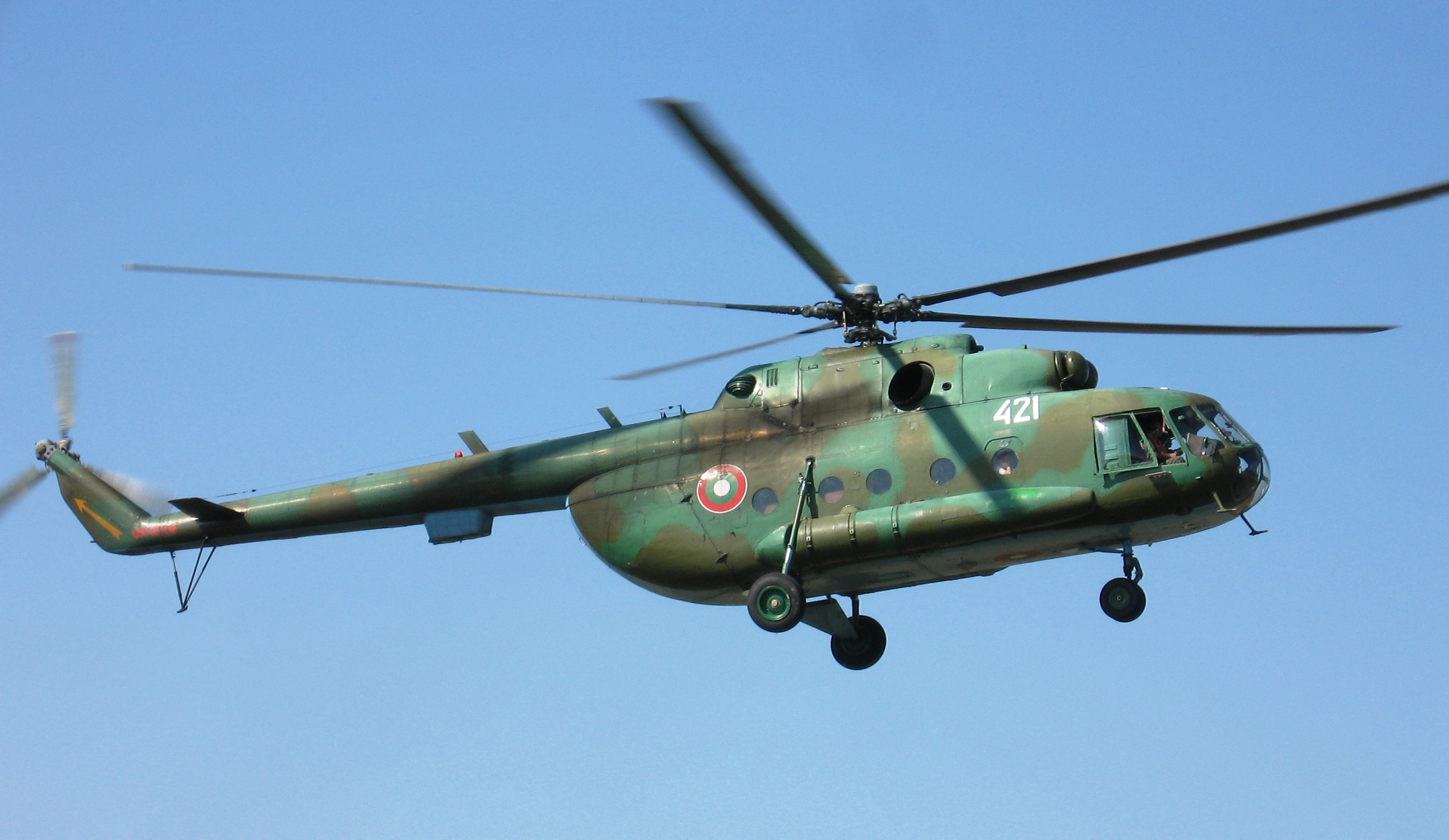
Ми-17 ВВС Болгарии, 2007 год

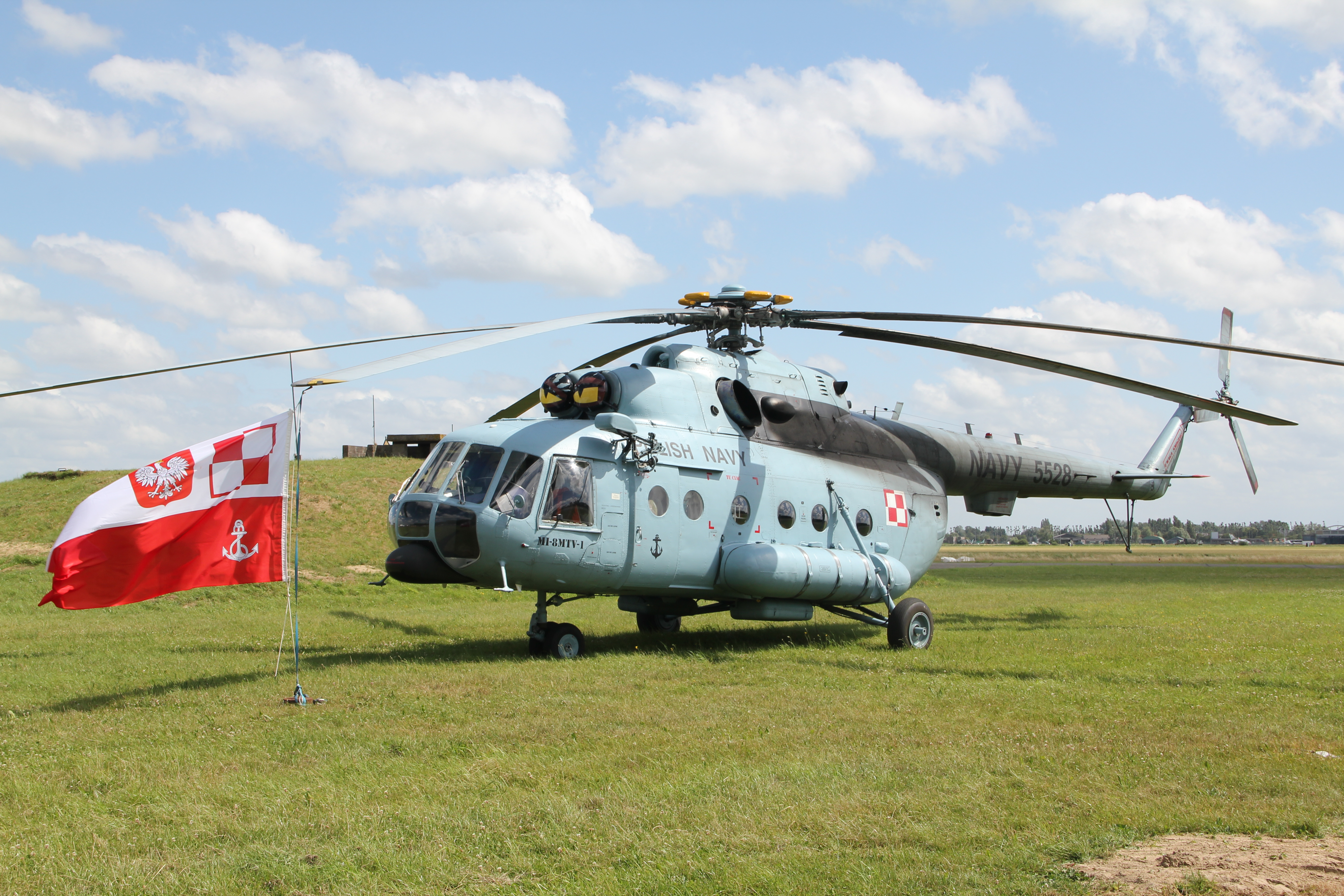
Ми-8МТВ-1 Военно-морских сил Польши

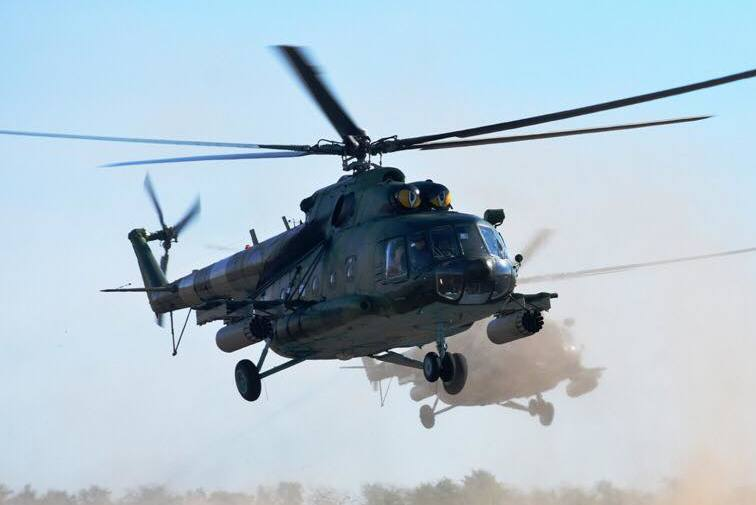
Ми-8 ВВС Украины, 2018 год

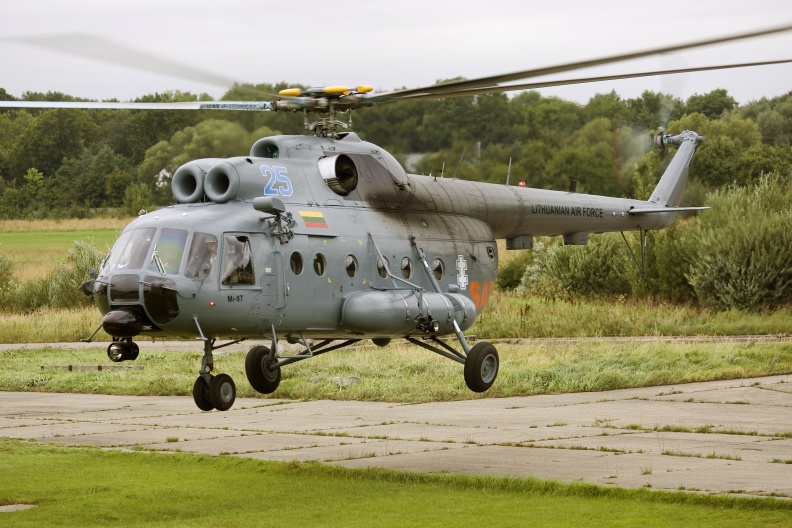
Ми-8М ВВС Литвы

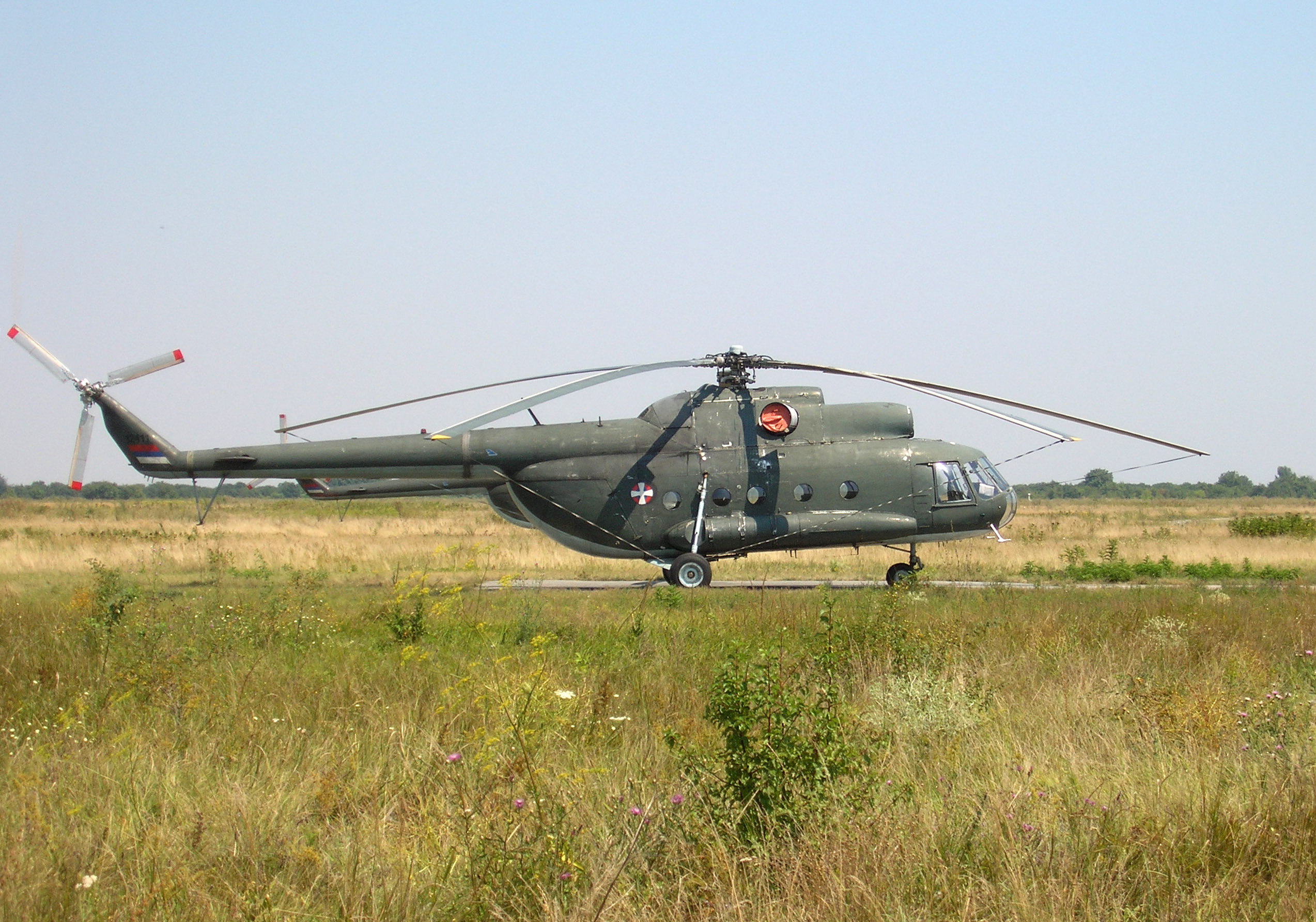
Ми-8т. 138-я смешанная транспортная авиационная эскадрилья. 204-я авиабаза ВВС Сербии

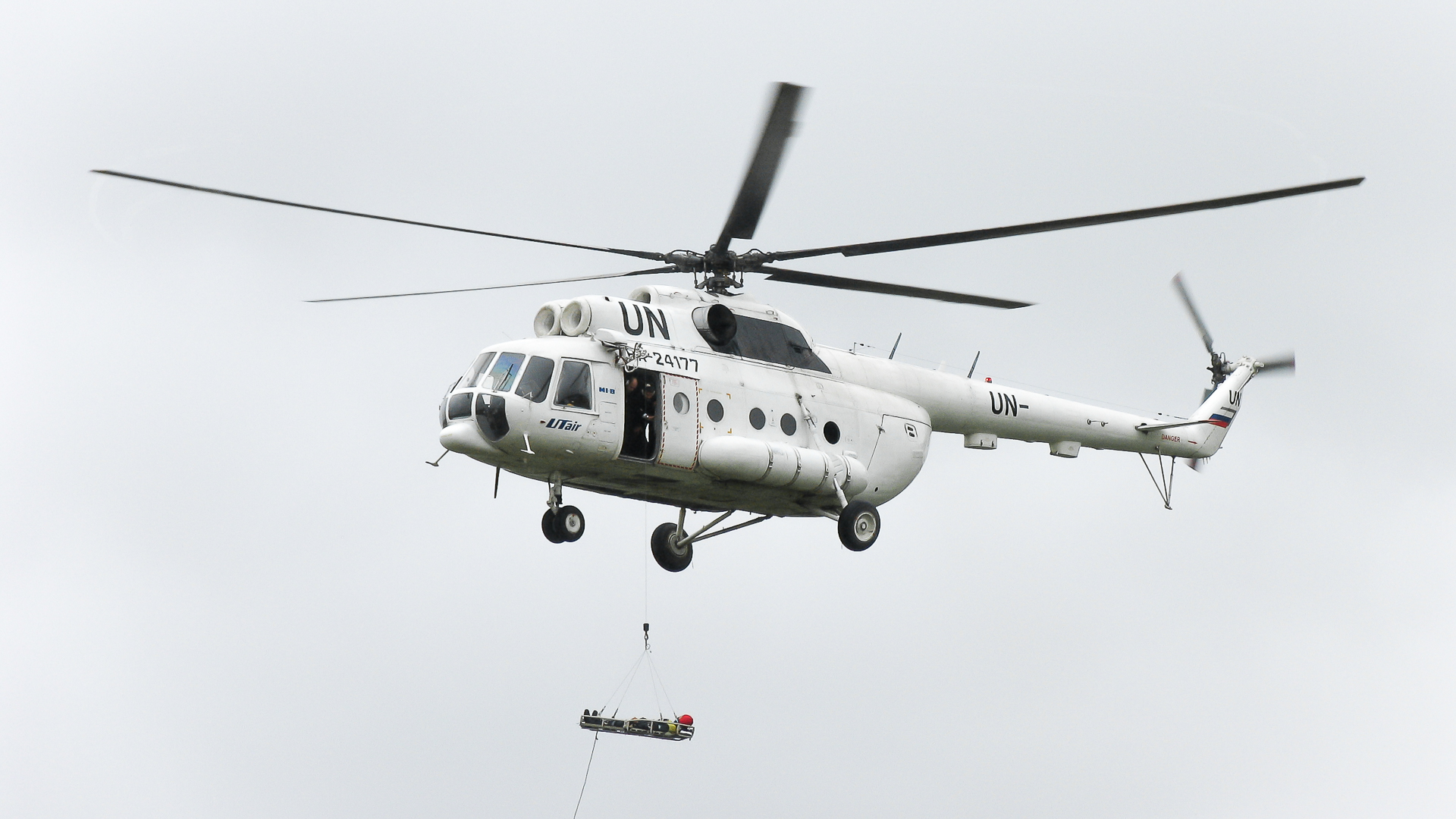
Ми-8Т с символикой ООН

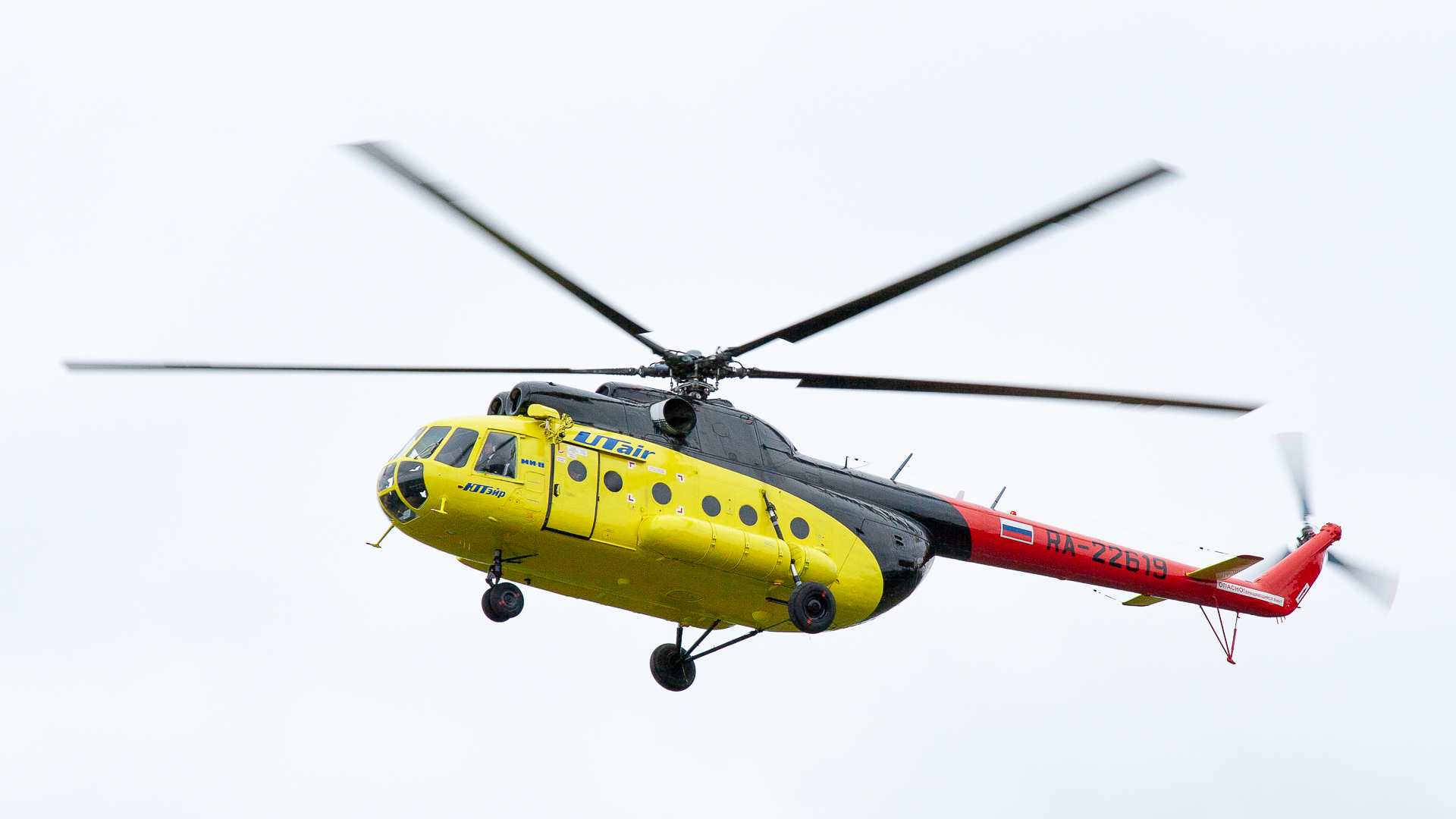
Ми-8Т АК ЮТэйр

### На вооружении
- Азербайджан — 8 Ми-8 и  28 Ми-17-1В , по состоянию на 2023 год[61]
- Алжир — 74 Ми-8/Ми-17, по состоянию на 2023 год[62]
- Ангола — 27 Ми-8/Ми-17 и 8 Ми-171Ш, по состоянию на 2023 год[63]
- Аргентина — 2 Ми-171Е, по состоянию на 2023 год[64]
- Армения — 10 Ми-8МТ, 4 Ми-8 МТВ и 2 Ми-9, по состоянию на 2023 год[65]
- Афганистан — 6 Ми-17, по состоянию на 2023 год[66].
- Бангладеш
  - СВ Бангладеш —  3 Ми-171Ш по состоянию на 2023 год[67]
  - ВВС Бангладеш — 12 Ми-17, 2 Ми-17-1В и 11 Ми-171Ш по состоянию на 2023 год[68]
  - Пограничная полиция Бангладеш — 2 Ми-171Е.
- Беларусь — 8 Ми-8, 12 Ми-8МТВ-5, по состоянию на 2023 год[69]
- Болгария — 5 Ми-17 по состоянию на 2024 год[70]
- Босния и Герцеговина — 8 Ми-8, 4 Ми-8МТВ и 1 Ми-17, по состоянию на 2023 год[71]
- Буркина-Фасо — 1 Ми-8 и 2 Ми-17, по состоянию на 2023 год[72]
- Венесуэла:
  - Сухопутные войска Венесуэлы — 19 Ми-17-В5, по состоянию на 2023 год[73]
  - ВМС Венесуэлы —6 Ми-17В-5, по состоянию на 2023 год[73]
  - Военно-воздушные силы Венесуэлы — 8 Ми-17ВС и 2 Ми-172 (VIP), по состоянию на 2023 год[74]
  - Национальная гвардия Венесуэлы — 5 Ми-17В-5, по состоянию на 2023 год[74]
- Вьетнам — 14 Ми-8, 6 Ми-17 и 3 Ми-171, по состоянию на 2023 год[75]
- Гана — 3 Ми-17-В5 и 4 Ми-171Ш, по состоянию на 2023 год[76]
- Гвинея — 2 Ми-17-1В, по состоянию на 2023 год[77]
- Грузия — 17 Ми-8Т, по состоянию на 2023 год[78]
- Джибути — 1 Ми-8Т и 1 Ми-17, по состоянию на 2023 год[79]
- ДР Конго — 2 Ми-8, по состоянию на 2023 год[80]
- Замбия — 4 Ми-17, по состоянию на 2023 год[81]
- Египет — 40 Ми-8Т, по состоянию на 2023 год[82]
- Индия — 35 Ми-17, 45 Ми-17-1В и 148 Ми-17-В5 по состоянию на 2023 год[83]. В ВВС Индии Ми-17 обозначается Utility Helicopter Mi-8 Rana.
- Индонезия — 16 Ми-17-В5 по состоянию на 2023 год[84]
- Ирак — 19 Ми-8/Ми-171Ш, по состоянию на 2023 год[85]
- Иран — 25 Ми-171, по состоянию на 2023 год[86]
- Йемен
  - Хуситы — 1 Ми-8 и 1 Ми-17, по состоянию на 2023 год[87]
- Казахстан — 20 Ми-17В5 и 6 Ми-171, по состоянию на 2023 год[88]
- Камбоджа — 3 Ми-17, по состоянию на 2023 год[89]
- Камерун — 2 Ми-17 по состоянию на 2023 год[90]
- Кения — 1 Ми-171Е, по состоянию на 2023 год[91]
- Кыргызстан — 8 Ми-8 и 4 Ми-8МТ, по состоянию на 2023 год[92]
- Китай
  - Народно-освободительная армия Китая — 22 Ми-17, 3 Ми-17-1В, 38 Ми-17-В5, 25 Ми-17-В7 и 140 Ми-171 по состоянию на 2023 год[93]
  - Военно-морские силы Китайской Народной Республики — 8 Ми-8, по состоянию на 2023 год[94]
  - Военно-воздушные силы Китая — 2 Ми-17-В5 и более 4 Ми-171 по состоянию на 2023 год[95]
- КНДР — 15 Ми-8/Ми-17, по состоянию на 2023 год[96]
- Колумбия — 8 Ми-17-1В, 6 Ми-17МД и 5 Ми-17В-5, по состоянию на 2023 год[97]
- Кот-д`Ивуар — 2 Ми-8П, по состоянию на 2023 год[98]
- Куба — 2 Ми-8П и 8 Ми-17 (ещё 12 Ми-17 на хранении), по состоянию на 2023 год[99]
- Лаос — 6 Ми-17  5 Ми-17В-5, по состоянию на 2023 год[100]
- Ливия — более 5 единиц Ми-8Т/Ми-17, по состоянию на 2016 год[101][102]
- Литва — 3 Ми-8 по состоянию на 2024 год[103].
- Северная Македония — 4 Ми-8МТВ, 1 Ми-171 и 2 Ми-17, по состоянию на 2023 год[104]
- Мали — 1 Ми-8 и 4 Ми-171Ш, по состоянию на 2023 год[105]
- Мексика — 20 Ми-17, 19 Ми-17-1В и 4 Ми-17-В5, по состоянию на 2023 год[106]
- Молдова — 2 Ми-8ПС и 4 Ми-8-МТВ-1, по состоянию на 2023 год[107]
- Монголия — 10 Ми-8 и 2 Ми-171, по состоянию на 2023 год[108]
- Мьянма — 11 Ми-17, по состоянию на 2023 год[109]
- Намибия — 1 Ми-8, по состоянию на 2023 год[110]
- Непал — 3 Ми-17-1В и 2 Ми-17-В5, по состоянию на 2023 год[109]
- Нигер — 2 Ми-17, по состоянию на 2023 год[111]
- Нигерия — 1 Ми-171Ш и 2 Ми-171Е, по состоянию на 2023 год[112]
- Никарагуа — 2 Ми-171Е (и ещё 7 Ми-17 в небоеспособном состоянии), по состоянию на 2023 год[113]
- Пакистан — Более 38 Ми-17, 2 Ми-171Е, 4 Ми-171, 4 Ми-171Ш и 1 Ми-172 по состоянию на 2023 год[114]
- Перу — 11 Ми-17, 10 Ми-17-1В и 24 Ми-171Ш, по состоянию на 2023 год[115]
- Польша
  - Сухопутные войска Польши — 7 Ми-8МТ, 3 Ми-17, 1 Ми-17АЕ, 5 Ми-17-1В и 6 Ми-8Т по состоянию на 2024 год[116]
  - Воздушные силы Польши — 8 Ми-17 и 9 Ми-8 по состоянию на 2024 год[117]
- Республика Корея — Ми-8 МТВ2 под обозначением Mi-172 используются спецподразделениями полиции K-SWAT[118].
- Россия
  - Военно-воздушные силы Российской Федерации — 274 Ми-8/Ми-8Т/Ми-8МТ/Ми-8АМТШ//Ми-8АМТШ-ВА/Ми-8МТВ-5/Ми-8МТВ-5-1 и около 16 Ми-8МТПР-1 по состоянию на 2024 год[119]
  - Авиация Военно-Морского Флота Российской Федерации — 8 Ми-8, 4 Ми-8Т и 4 Ми-8МТ по состоянию на 2024 год[120]
  - Пограничная служба Федеральной службы безопасности Российской Федерации — некоторое количество Ми-8, по состоянию на 2016 год[121]
  - Войска национальной гвардии России — 60 единиц Ми-8 и несколько Ми-8АМТШ, по состоянию на 2023 год[122]
- Руанда — 4 Ми-17, 1 Ми-17МД, 1 Ми-17-В5 и 5 Ми-17-1В, по состоянию на 2023 год[123]
- Румыния  — 5 Ми-17 у Министерства внутренних дел.
- Сирия — 10 Ми-8 и 20 Ми-17, по состоянию на 2023 год[124]
- Сенегал — 2 Ми-171Ш, по состоянию на 2023 год[125]
- Сербия — 1 Ми-17, 5 Ми-17В-5 и 8 Ми-8Т по состоянию на 2024 год[126]
- Словакия — 13 Ми-17 по состоянию на 2024 год[127]
- Судан — 20 Ми-8, 3 Ми-17 и 2 Ми-171, по состоянию на 2023 год[128][129].
- Таджикистан — 11 Ми-8/Ми-17ТМ, по состоянию на 2023 год[130]
- Таиланд — 10 Ми-17-В5, по состоянию на 2023 год[131]
- Того — 2 Ми-8Т, по состоянию на 2023 год[132]
- Туркменистан — 6 Ми-17 и 2 Ми-17В, по состоянию на 2023 год[133]
- Турция — 19 Ми-17 у Авиакорпуса Жандармерии по состоянию на 2024 год[134]. Турецкие вертолёты получили авионику фирмы Aselsan.
- Уганда — 5 Ми-17/171Е и 1 Ми-172 (VIP), по состоянию на 2023 год[135]
- Узбекистан — около 15 Ми-8, по состоянию на 2024 год[136]
- Украина
  - Сухопутные войска Украины — 15 Ми-8 по состоянию на 2024 год[137]
  - Воздушные силы Украины — 18 Ми-8, 10 Ми-8МТВ и 22 Ми-17/-17-В-5, по состоянию на 2024 год[138]
  - Национальная гвардия Украины — 7 Ми-8, по состоянию на 2016 год[139][140]
  - В начале июня 2022 года Пентагон предоставил Украине 20 вертолётов Ми-17, первоначально предназначенных для Афганской армии[141]
  - В августе 2023 российский военный пилот Максим Кузьминов перегнал вертолёт Ми-8АМТШ из России на Украину.
- Филиппины — 4 Ми-171Ш, по состоянию на 2023 год[142]
- Хорватия — 10 Ми-171Ш, по состоянию на 2024 год[143]
- ЦАР — 1 Ми-8Т, по состоянию на 2023 год[90]
- Чад — 3 Ми-17 и 2 Ми-171, по состоянию на 2023 год[144]
- Чехия — 5 Ми-17 и 15 Ми-171Ш по состоянию на 2024 год[145]
- Шри-Ланка — 10 Ми-17 и 4 Ми-171Ш, по состоянию на 2023 год[146]
- Эквадор — 3 Ми-17-1В и 2 Ми-171Е, по состоянию на 2023 год[147]
- Экваториальная Гвинея — 1 Ми-17, по состоянию на 2023 год[148]
- Эритрея — 4 Ми-17, по состоянию на 2023 год[149]
- Эфиопия — 12 Ми-8/Ми-17, по состоянию на 2023 год[150]
- Южный Судан — 9 Ми-17 и 1 Ми-172 (VIP), по состоянию на 2023 год[151]

### Бывшие военные операторы
- Аргентина — 2 Ми-171Е, по состоянию на 2023 год[64]. Передала в 2023 году Украине.
- Бурунди — 2 Ми-8 в нерабочем состоянии, по состоянию на 2023 год[152]
- Венгрия — 13 Ми-8 и 7 Ми-17, по состоянию на 2016 год[102]
- Латвия — 4 Ми-17, по состоянию на 2022 год[153]. Переданы Украине в 2023 году и заменены на UH-60M[154]
- Литва — 3 Ми-8, по состоянию на 2022 год[155]. Переданы Украине в 2023 году и заменены на UH-60M[154]
- Мозамбик — 2 Ми-8 в нерабочем состоянии, по состоянию на 2016 год[156]
- Республика Конго — 3 Ми-8 на хранении, по состоянию на 2016 год[157]
- Румыния — в 1968 году поставлено 25 шт. Ми-8Т и 14 шт. Ми-8ПС, в 1985 году — ещё 3 шт. Ми-17; в 1990-е годы для полиции закуплены ещё два Ми-17, один Ми-17-1В и один Ми-17-1ВА; в 2001 году сняты с вооружения армии (поставлены на хранение и переданы в МВД)[158].
- СССР — перешли к образовавшимся после распада государствам.
- США — некоторое количество Ми-8, по состоянию на 2013 год[159]. 21 поставлено и 12 шт Ми-17В5 заказано для миссий в Афганистане[160].
- Сьерра-Леоне — 2 Ми-8/Ми-17 в нерабочем состоянии, по состоянию на 2016 год[161]
- Финляндия[162]
- Черногория — 1 Ми-8Т в нерабочем состоянии, по состоянию на 2013 год[163]
- Эстония — последний в Эстонии советский вертолёт Ми-8 стал музейным экспонатом[164].
- Югославия — 120 Ми-8Т поставлено в 1968—1982 годы[165]

### Гражданские операторы
Россия
- МЧС РФ — 1 Ми-8Т и 33 Ми-8МТ/МТВ-1/МТВ-2[166]
- ОАО «ЮТэйр — Вертолётные услуги» (бывш. «Нефтеюганский объединённый авиаотряд») — крупнейший в стране гражданский эксплуатант вертолётов фирмы Миль (на 2021 год флот компании включает 326 вертолётов различных типов, из них 167 вертолётов МИ-8 различных модификаций и 6 вертолётов МИ-26[167])[168][169]
- ООО АК «Ямал» — 58 вертолетов (МИ-8МТВ, МИ-8П, МИ-8ПС, МИ-8Т)[167][170]
- АО «Авиакомпания «Ямал»[171]
- ООО «ГазпромАвиа» — 68 вертолетов МИ-8[167][172]
- 2-й Архангельский объединённый авиаотряд — 11 вертолётов МИ-8[173]
- ГП ЧАО «ЧукотАВИА» — 10 вертолётов МИ-8[173]
- АК «Турухан»
- ГУП «Камчатское авиационное предприятие» — 8 вертолётов МИ-8[173]
- ещё несколько мелких авиапредприятий, не поглощённых «ЮТэйр».
- Национальная служба санитарной авиации России – 38 Ми-8 по состоянию на 2025 год

## Происшествия

Разбившийся Ми-8 афганской армии, 2011 год

В вооружённых силах СССР и России за пять лет с 1988 по 1992 годы разбилось 37 вертолётов Ми-8 и один Ми-9.
В общей сложности изготовлено более 12 000 вертолётов Ми-8, некоторое число которых было потеряно в ходе военных конфликтов. В частности, с начала конфликта в Чечне российские вооружённые силы потеряли по меньшей мере 31 машину.
9 августа 2023 года, во время вторжения России на Украину, российский лëтчик Максим Кузьминов угнал вертолёт Ми-8АМТШ в Украину (Операция «Синица») с грузом запчастей к истребителям Су-27 и Су-30, получив денежное вознаграждение и политическое убежище.
29 августа 2023 года в Челябинской области вблизи посёлка Прудный произошло крушение вертолета Ми-8, на борту которого находились три человека. Вертолёт принадлежал ФСБ России.
23 мая 2025 года в Орловской области возле посёлка Нарышкино из-за технической неисправности разбился вертолёт Ми-8. Экипаж (пилот и бортмеханик) погиб.

## Вертолёты-памятники и музейные экспонаты
| Тип   | Бортовой номер | Местонахождение                                             | Изображение                                                                                                  |  |
| ----- | -------------- | ----------------------------------------------------------- | --- |  |
| Ми-8Т | 33             | Парк Патриотов, Воронеж                                     | |  |
| Ми-8  | 3              | Сквер Памяти и Славы, Ибреси, Чувашская Республика          | |  |
| Ми-8  | 81             | Музейный комплекс УГМК, Верхняя Пышма, Свердловская область | |  |
| Ми-8  | 04             | Киевский музей авиации, Киев, Украина                       | |  |
| Ми-8  | СССР-11066     | Кривой Рог. В экспозиции Музея авиации                      | |  |
| Ми-8  | СССР-25275     | Кривой Рог. В экспозиции Музея авиации                      | |  |
| Ми-8  |                | в авиамузее в Боровой                                       | |  |
| Ми-8  | 85             | в парке Family Park, в городе Алматы, Казахстан             | |  |
| Ми-8  | RA-25778       | Музей Полярной авиации в г. Салехард (Аэропорт Салехард)    | https://cdn.airlines-inform.ru/images/review_detail/upload/blog_thumb/9c2/IMG_20231001_093027.jpg?width=1620 |  |

## Галерея

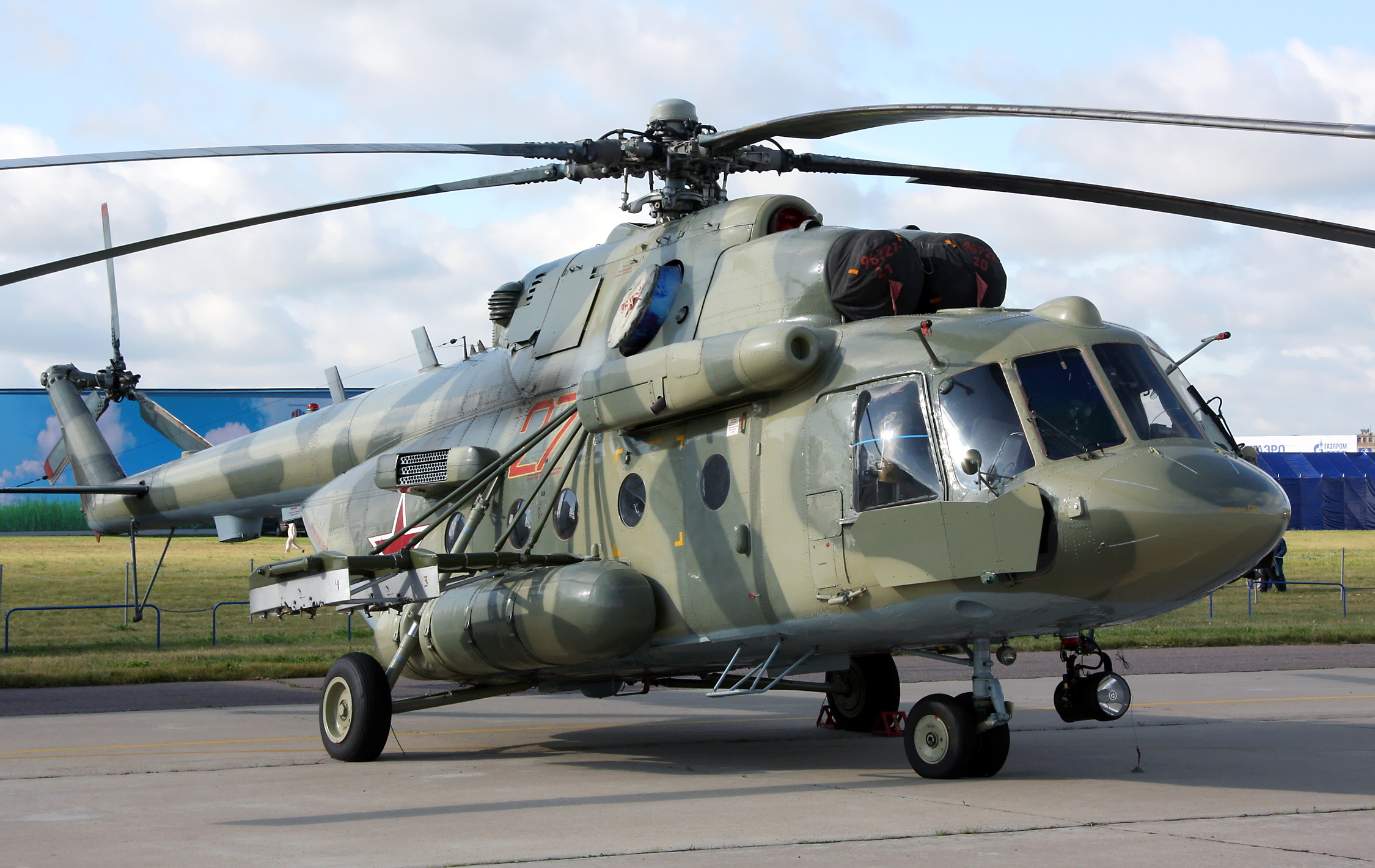
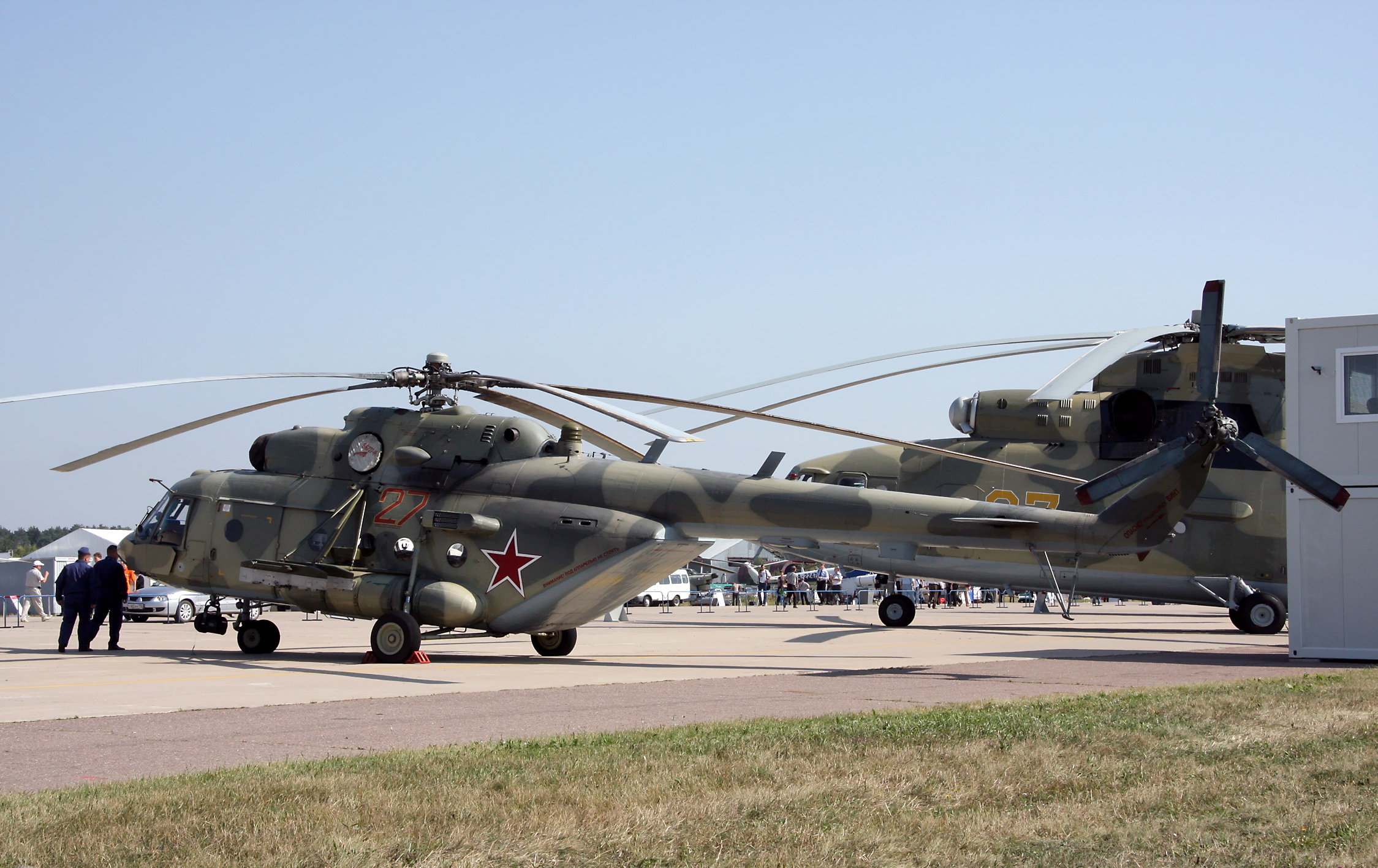
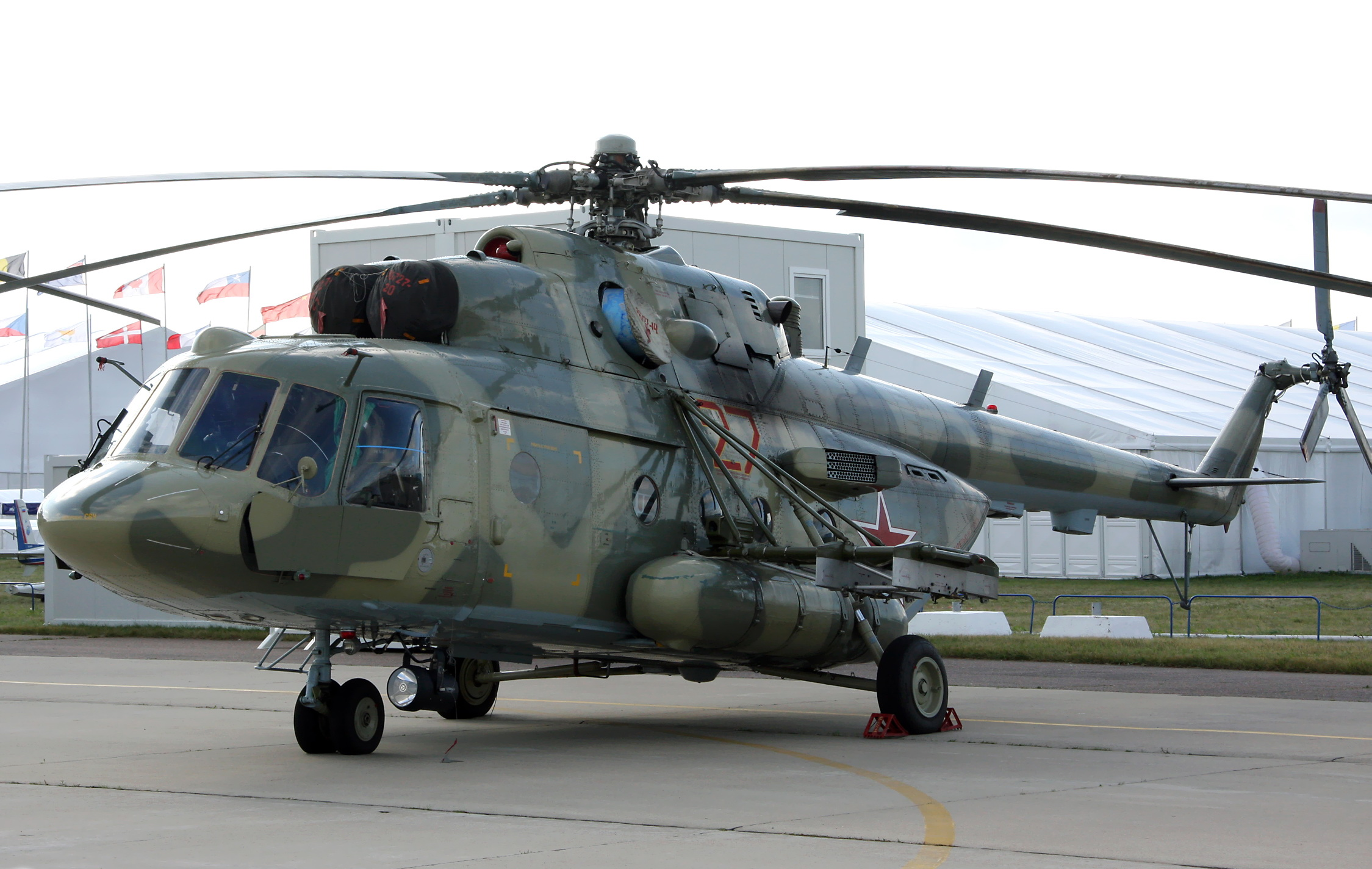
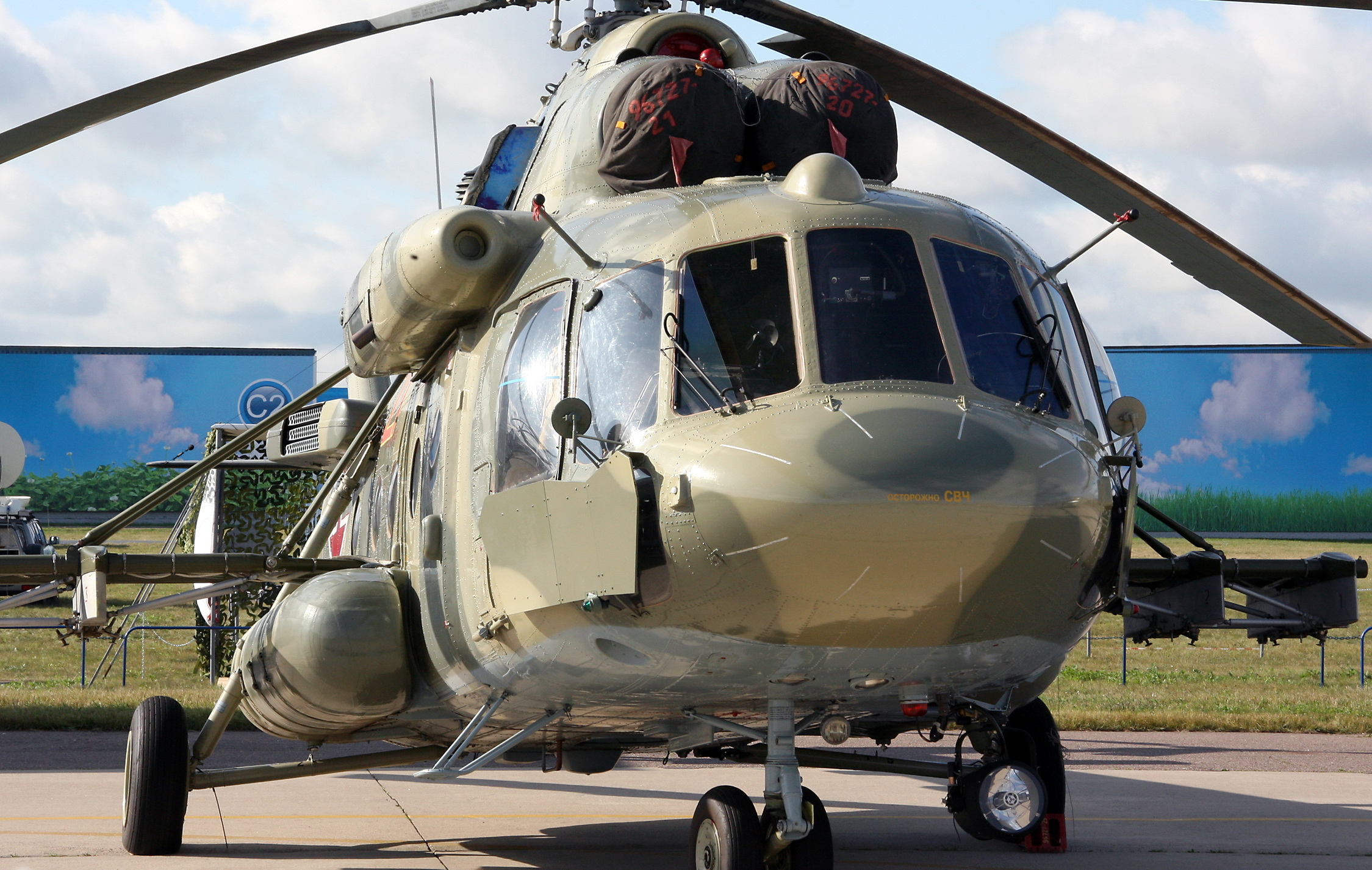
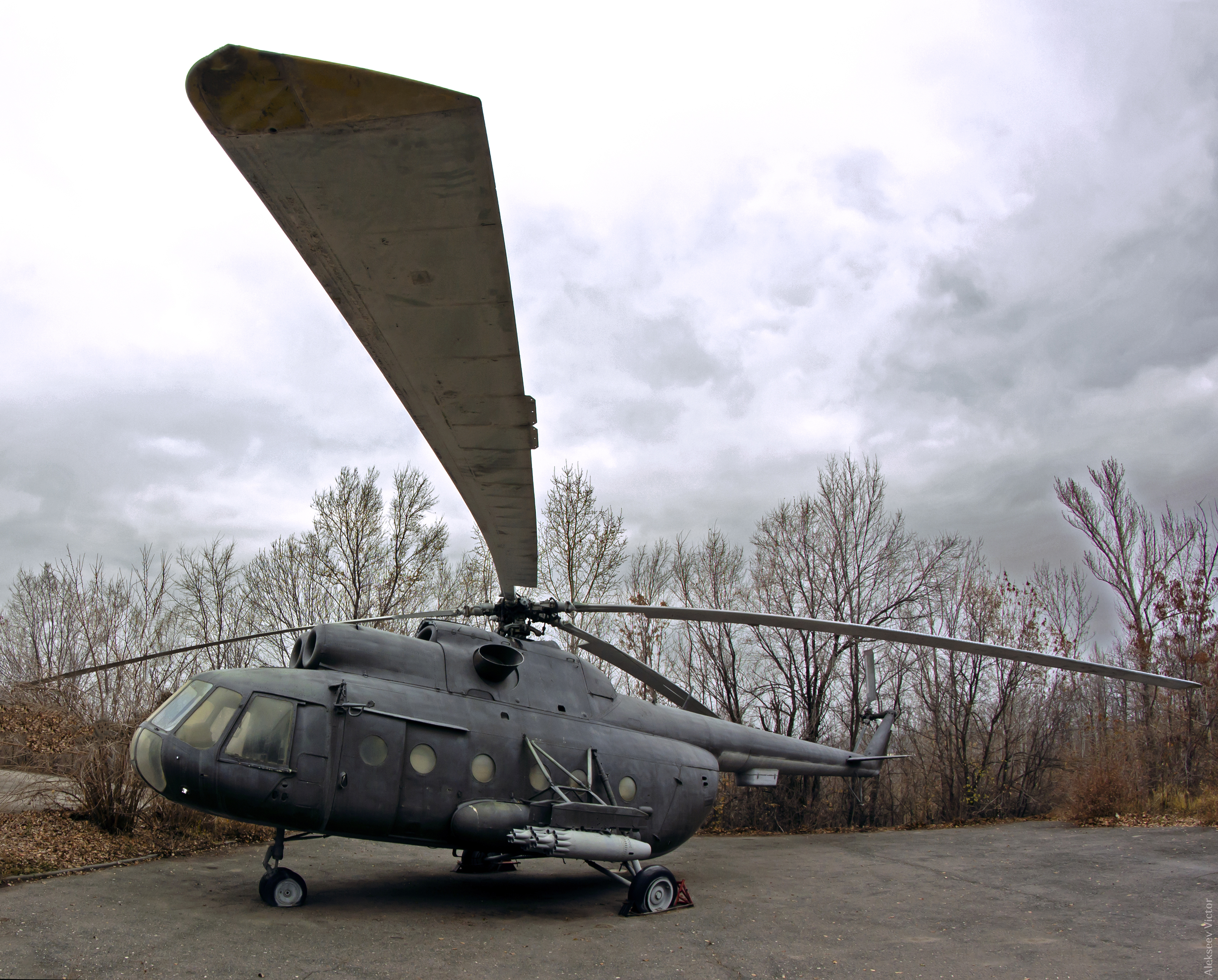

Ми-8 МТВ-5:

## Аналоги
- Aérospatiale AS.332 Super Puma
- Aérospatiale AS.532
- AgustaWestland AW101
- Boeing Vertol CH-46 Sea Knight
- Boeing CH-47 Chinook
- Changhe Z-8
- Eurocopter EC725 Cougar
- NHI NH90
- Sikorsky S-92
- Sud-Aviation SA.330 Puma